# إعصار هيلين
كان إعصار هيلين  إعصارًا استوائيًا مُدمرًا تسبب في دمار واسع النطاق ووفيات في جميع أنحاء جنوب شرق الولايات المتحدة في أواخر سبتمبر 2024. وقد كان أقوى إعصار مسجل يضرب منطقة بيند الكبرى في فلوريدا، وأكثر الأعاصير الأطلنطية فتكًا منذ ماريا في عام 2017، وأكثر الأعاصير فتكًا يضرب البر الرئيسي للولايات المتحدة منذ كاترينا في عام 2005. 
يُعتبر هيلين الإعصار الثامن الذي أُعطي اسمًا، والإعصار الشديد الثاني والخامس إجمالًا في موسم أعاصير الأطلسي عام 2024، بدأت هيلين بالتشكل في 22 سبتمبر كنظام ضغط منخفض واسع في غرب البحر الكاريبي. بحلول 24 سبتمبر كان الاضطراب قد تكوّن بدرجة كافية ليصبح عاصفة استوائية أثناء اقترابه من شبه جزيرة يوكاتان، وحصل على اسم "هيلين" من المركز الوطني للأعاصير. أدت الظروف الجوية إلى تعزيز العاصفة، فتحولت إلى إعصار في وقت مبكر من 25 سبتمبر. اشتد الإعصار بسرعة وأصبح أكثر قوة أثناء عبوره خليج المكسيك في اليوم التالي، ليصل إلى الفئة الرابعة مساء 26 سبتمبر. في وقت متأخر من يوم 26 سبتمبر ضرب اليابسة بأعلى قوة في منطقة "بيغ بند" في فلوريدا، بالقرب من مدينة بيري، مصحوبًا برياح تصل سرعتها إلى 140 ميلًا في الساعة (220 كم/ساعة). ضعفت قوة الإعصار فوق اليابسة قبل أن يتحول إلى إعصار ما بعد استوائي فوق ولاية تينيسي في 27 سبتمبر، ثم توقف فوق الولاية قبل أن يتلاشى في 29 سبتمبر.
استباقًا لوصول هيلين المتوقع إلى اليابسة، أُعلنت حالة الطوارئ في ولايتي فلوريدا وجورجيا بسبب التأثيرات الكبيرة المتوقعة، والتي شملت ارتفاعًا شديدًا في مستوى مياه البحر على طول الساحل وهبوب رياح قوية تعادل قوة الإعصار تصل إلى عمق منطقة أتلانتا. كما مُددت تحذيرات الأعاصير إلى مناطق بعيدة داخل اليابسة بسبب سرعة حركة العاصفة. وتسببت هيلين في فيضانات كارثية ناجمة عن هطول أمطار غزيرة، خاصة في غرب ولاية كارولينا الشمالية وشرق ولاية تينيسي وجنوب غرب ولاية فيرجينيا، ونتج عن العاصفة العديد من الأعاصير المحلية. كما أدت لغرق خليج تامبا، مُحطمة الأرقام القياسية لارتفاع مياه العواصف في المنطقة. واعتبارًا من 30 أكتوبر نُسب إلى العاصفة وفاة ما لا يقل عن 231 شخصًا، وأضرار بلغت قرابة 89 مليار دولار.

## التاريخ الجوي
أشار المركز الوطني للأعاصير في 17 سبتمبر إلى احتمالية تشكل إعصار مداري في غرب البحر الكاريبي. وقد ساهمت ظروف ملائمة لتطور الإعصار نتيجة تفاعل دوامة أمريكا الوسطى—نظام ضغط منخفض موسمي واسع النطاق—مع تذبذب مادن-جوليان، مما عزز التدفق الدوراني الواسع الممتد من شرق المحيط الهادئ إلى غرب البحر الكاريبي. بعد عدة أيام وفي 22 سبتمبر تطورت منطقة ضغط منخفض واسعة في غرب الكاريبي. ومع تحرك النظام عبر بيئة مناسبة لتطور الأعاصير المدارية، بدأت زخات الأمطار والعواصف الرعدية المرتبطة بالاضطراب بالتماسك تدريجيًا. وبسبب التهديد الوشيك للنظام على اليابسة، صُنف كإعصار مداري محتمل في 23 سبتمبر. وفي اليوم التالي وجد طاقم طائرات صائدو الأعاصير من قوات الاحتياط الجوية أن النظام يولد رياحًا تصل سرعتها إلى 52 ميل/س (84 كم/س) وأن مركزه تطور بشكل واضح؛ وعلى إثر ذلك رفع المركز الوطني للأعاصير تصنيف النظام إلى عاصفة استوائية وأطلق عليها اسم "هيلين" في الساعة 15:00 بالتوقيت العالمي المنسق. استمر النظام في التعزيز، حيث وجد كل من الإدارة الوطنية للمحيطات والغلاف الجوي وفرق طائرات صائدو الأعاصير التابعة لقوات الاحتياط الجوية أن سرعة الرياح القصوى لهيلين قد ازدادت إلى 80 ميل/س (130 كم/س). ونتيجة لذلك، رفع المركز الوطني للأعاصير تصنيف النظام إلى إعصار في الساعة 15:00 بالتوقيت العالمي في 25 سبتمبر، حينما دخل خليج المكسيك واتجه شمالاً. ساعد كل من أخدود علوي إلى الغرب ومرتفع ضغط جوي قبالة جنوب شرق الولايات المتحدة في توجيه الإعصار نحو ساحل الخليج الأمريكي. كانت هيلين نظامًا كبيرًا للغاية، حيث أشار المركز الوطني للأعاصير في العديد من مناقشات التنبؤ إلى أن نصف قطر العاصفة كان "ضمن النسبة المئوية التسعين لحجم الأعاصير على نفس خطوط العرض".
بعد أن استقرت شدة الإعصار لفترة بسبب حجمها الكبير وبعض الهواء الجاف القادم من الغرب، استعادت قوتها بسرعة وبدأت في تعزيز شدة الإعصار في وقت مبكر من صباح 26 سبتمبر. وقد ساعد في ذلك انخفاض رياح القص في المستويات المتوسطة، والقيم العالية للرطوبة النسبية ودرجات حرارة سطح البحر التي تجاوزت 30 درجة مئوية (86 درجة فهرنهايت) قرب التيار الحلقي، حيث تشكّلت عين الإعصار بوضوح متزايد ووصل إلى الفئة الثانية من حيث الشدة في الساعة 12:00 بالتوقيت العالمي المنسق. استمر الإعصار في التعزيز السريع وبحلول الساعة 18:25 بالتوقيت العالمي، تبيّن لطائرات "صائدو الأعاصير" أنه أصبح إعصارًا شديدًا، وبعد أربع ساعات صُنف إعصارًا من الفئة الرابعة.
وصل الإعصار إلى ذروته في وقت لاحق من تلك الليلة بسرعة رياح قصوى بلغت 140 ميلاً في الساعة (220 كم/ساعة) وضغط جوي أدنى بلغ 938 مليبار (27.70 بوصة زئبقية) عند الساعة 3:10 بالتوقيت العالمي في 27 سبتمبر، حينما ضرب اليابسة شرق مصب نهر أوكيلا، على بعد حوالي 10 ميل (16 كـم) جنوب غرب بيري، فلوريدا، ليصبح أقوى إعصار يضرب منطقة "بيغ بند" في فلوريدا. انخفضت قوة الإعصار سريعًا أثناء انتقاله فوق اليابسة، وبحلول الوقت الذي وصل فيه إلى ولاية جورجيا عند الساعة 05:00 بالتوقيت العالمي في اليوم التالي، كان قد ضعف إلى إعصار من الفئة الثانية. واستمر الإعصار في الضعف حتى أصبح عاصفة استوائية فوق شرق وسط جورجيا بعد بضع ساعات. ثم تراجع لاحقًا ليصبح منخفضًا استوائيًا قرب الحدود بين ولايتي كنتاكي وتينيسي، شمال شرق مدينة كوكفل. وبسرعة تحوّل إلى إعصار ما بعد استوائي قبل أن يتلاشى في 29 سبتمبر.
خلص الباحثون في "نسبة الطقس العالمية" إلى "ثقة عالية" بأن الاحتباس الحراري قد زاد من شدة إعصار هيلين. ووفقًا لتقييم علمي في 9 أكتوبر فقد وجد الباحثون أن هيلين شهدت زيادة بنسبة 10% في الأمطار، وسرعات رياح أشد بقرابة 13 ميلًا في الساعة، واستمد طاقته من مياه دافئة أكثر بمقدار 2.3 درجة فهرنهايت بسبب تغير المناخ. ويعني هذا الرقم "13 ميلًا في الساعة" زيادة بنسبة 11% في سرعة الرياح، ونظرًا لأن الدمار الناتج عن الأعاصير يزيد بنسبة 50% مع ارتفاع سرعة الرياح بمقدار 5%، فإن تغير المناخ قد زاد من حجم الدمار الذي سببه الإعصار بأكثر من الضعف. ووجد باحثون من مختبر لورنس بيركلي الوطني أن تغير المناخ زاد من كميات الأمطار الناجمة عن العاصفة بنسبة تزيد على 50% في بعض مناطق جورجيا وكارولينا الشمالية.

## الإستعدادات

### المكسيك
أصدرت السلطات تحذيرًا من العاصفة الاستوائية في 24 سبتمبر لشرق شبه جزيرة يوقطان،  ووضعت أجزاء من ولايتي كينتانا رو ويوكاتان تحت تنبيه باللون الأزرق والذي يُشير إلى تأثيرات غير مباشرة. فيما بعد رفعت التنبيه إلى اللون الأحمر والذي يُمثل أعلى مستوى من الخطورة. وألغت السلطات وصول السفن السياحية إلى الموانئ ليومي 24 و25 سبتمبر. كما أغلقت قطار "ترين مايا"،  وفتحت ملجآن في جزيرة موخيريس. ونفذت عمليات إجلاء في المناطق المعرضة للخطر. وعُرض على زوار جزيرة هولبوكس ركوب العبارات لمغادرة الجزيرة مجانًا. كما عُلقت الدراسة في كينتانا رو.

### الكاريبي

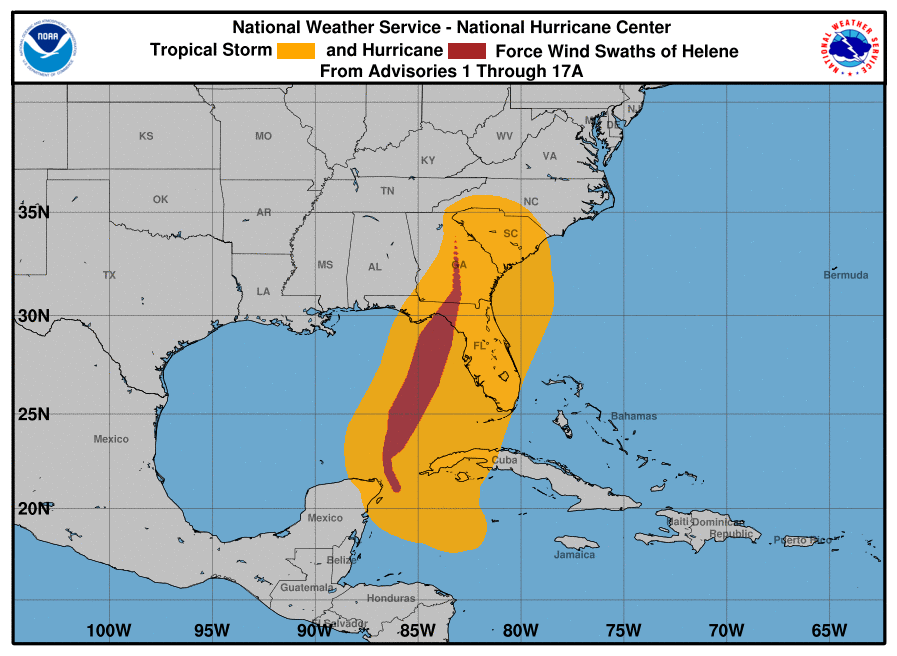
خريطة تسلط الضوء على المناطق المتضررة من العاصفة الاستوائية هيلين وحقول الرياح القوية

#### جزر كايمان
كانت جزر كايمان تحت تحذير من العاصفة الاستوائية في 24 سبتمبر. افتتح الصليب الأحمر في جزر كايمان ملاجئ استعدادًا للعاصفة،  ومواقع لتوزيع أكياس الرمل في جزيرتي غراند كايمان وكايمان براك. وبسبب خطر هطول الأمطار الغزيرة توقفت العملية التعليمية في جزر كايمان في 23 سبتمبر. وعلقت السلطات عمل مطاري "تشارلز كيركونيل الدولي"، و"أوين روبرتس الدولي" قبل وصول العاصفة. كما نُشرت قوات فوج جزر كايمان للمساعدة في التحضير وتوزيع أكياس الرمل. وتلقى ملاك القوارب الصغيرة تحذيرًا في 23 سبتمبر.

#### كوبا
أصدرت السلطات الكوبية تحذيرات من العاصفة الاستوائية لمنطقة غرب كوبا. وجُهزت فرق طبية للمناطق المعرضة للفيضانات؛  ومع بداية هطول الأمطار الغزيرة، أُغلقت المدارس والموانئ، وعادت قوارب الصيد إلى الموانئ. وبسبب الأحوال الجوية السيئة الناجمة عن هيلين، علقت شركة النقل الإقليمية في هافانا خدمات العبارات في ريغلا، وأوقفت الإدارة البحرية في كوبا الملاحة في خليج باتابانو.

### الولايات المتحدة
عدلت شركة أمتراك أو ألغت العديد من خطوط قطاراتها في جنوب شرق البلاد بين 27 سبتمبر و1 أكتوبر بسبب العاصفة.

#### فلوريدا

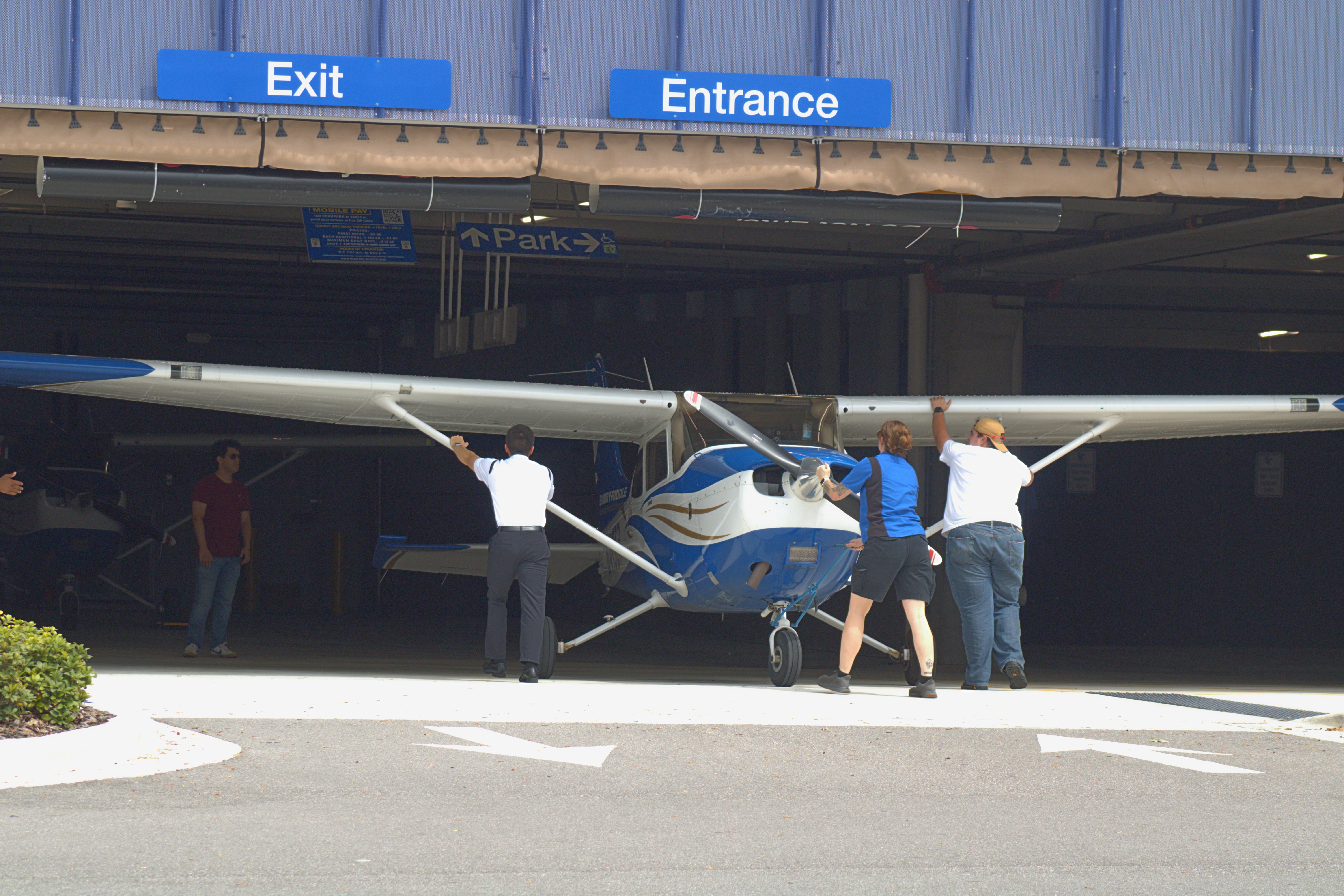
جامعة امبري ريدل للطيران في دايتونا بيتش بولاية فلوريدا، تحمي جزءًا من أسطولها من طائرات سيسنا 172 في مرآب سيارات بُني خصيصًا استعدادًا لإعصار هيلين

أصدرت السلطات تحذيرات من الأعاصير لمنطقة بيج بيند في فلوريدا، حيث وُضعت تقريبًا جميع مناطق فلوريدا باستثناء الجزء الغربي الأقصى من "فلوريدا بانهادل"، تحت تحذير من العواصف الاستوائية. إضافة إلى ذلك، أصدرت السلطات المُختصة تحذير من الرياح الشديدة مساء 26 سبتمبر للجزء الشرقي من "فلوريدا بانهادل"، وهو الأول منذ إعصار إداليا. وفي 23 سبتمبر أعلن الحاكم رون دي سانتيس حالة طوارئ في 41 مقاطعة في فلوريدا. وفي اليوم التالي وسع الحاكم هذا القرار ليشمل 61 مقاطعة. وبدوره أصدر الرئيس الأمريكي جو بايدن تصريحًا بإعلان كارثة فدرالية في 61 مقاطعة في فلوريدا. كما فُتحت عدة مواقع لتوزيع أكياس الرمل في أنحاء الولاية. وفي 24 سبتمبر أُغلقت عدة حدائق وطنية من بينها أربع حدائق في مقاطعة فرانكلين، وحديقتان في مقاطعة غولف، وحديقة واحدة في مقاطعة غادسدن.
في منطقة تامبا باي أعلن المسؤولون عن إغلاق المدارس استعدادًا للعاصفة. وأُعيد جدولة مُباراة كرة القدم بين جامعتي "فلوريدا إيه آند إم"، و"ألاباما إيه آند إم" التي كانت مقررة لعطلة نهاية الأسبوع بين 28 و29 سبتمبر، إلى 29 نوفمبر بسبب العاصفة. وفي كلية ولاية فلوريدا في جاكسونفيل، أُلغيت الفصول الدراسية والأنشطة في الحرم الجامعي لمدة يومين. وأُجلت مهمة "سبيس إكس كرو-9" التي كانت ستنطلق من قاعدة كيب كانافيرال للقوات الجوية في 26 سبتمبر إلى 28 سبتمبر. كما خططت حديقة حيوانات وحدائق سنترال فلوريدا لإغلاق أبوابها في 26 سبتمبر وألغت الفعاليات في ذلك التاريخ.
تسببت العاصفة هيلين في إلغاء فعالية هالوين "ميكي نوت سو سكير" كما أُغلقت سي وورلد أورلاندو والعديد من المتنزهات الأخرى في عالم والت ديزني و"يونيفرسال أورلاندو" أو عدلت ساعات عملها. كما أُلغيت فعالية ليالي الهالوين المرعبة. وأعلنت الجامعات في كل من سنترال فلوريدا، وإمبري ريدل للطيران، وفلوريدا، والزراعة والميكانيكا في فلوريدا، وفلوريدا أتلانتيك، وساحل خليج فلوريدا، وولاية فلوريدا، وكيسر، ولين، وشمال فلوريدا، وجنوب فلوريدا، وستيتسون عن إغلاق حرمها الجامعي وتعليق الأنشطة الأكاديمية. وفي مقاطعة ليون فُتحت المدارس لاستخدامها كملاجئ.
في 24 سبتمبر أصدرت مقاطعة سيتروس أوامر إخلاء إلزامية للمنطقة A، التي تشمل المناطق الساحلية في مجتمعات كريستال ريفر وهوموساسا. وأصدرت سلطات مقاطعة واكولا أمر إخلاء إلزامي لجميع السكان والزوار، بينما أمرت سلطات مقاطعة هيرناندو إخلاء إلزامي لجميع السكان في المناطق الساحلية أو المنخفضة، وأولئك الذين يعيشون في منازل متنقلة، ولأي شخص غرب الطريق السريع "يو إس 19". بينما لم يتم إخلاء سجنين في مقاطعة واكولا يضمان ما مجموعه 2500 نزيل على الرغم من أمر الإخلاء الصادر للسكان. وأصدرت مقاطعة "غولف" أوامر إخلاء إلزامية لجميع الزوار. وفي مقاطعتي شارلوت وفرانكلين صدرت أوامر إخلاء إلزامية للجزر الحاجزة والمناطق المنخفضة والمعرضة للفيضانات، والمنازل المتنقلة، والمنازل التي لا تتوافق مع قوانين البناء. وفي مقاطعة ساراسوتا أصدرت السلطات أمر إخلاء للمستوى A ومجتمعات المنازل المتنقلة في 25 سبتمبر.
أُغلقت حديقة "بوش غاردنز" في تامبا باي، ومطار "سانت بيتر–كلير ووتر الدولي"، ومطار تامبا الدولي في 26 سبتمبر. وفي شمال الولاية أُغلق مطار "تالاهاسي الدولي" في اليوم ذاته.

#### جورجيا

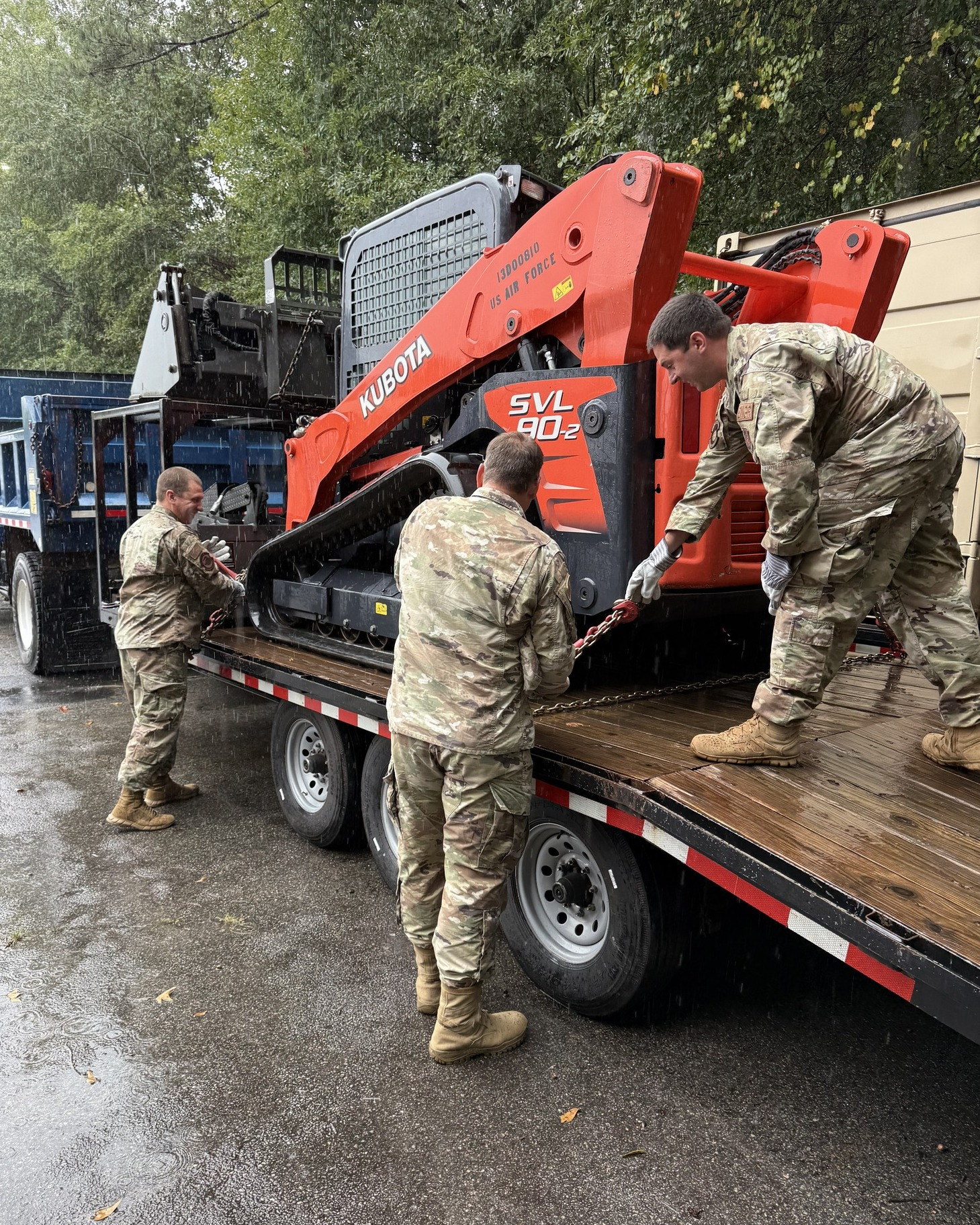
استعداد الحرس الوطني في جورجيا للإعصار

وُضعت سواحل ولاية جورجيا تحت تحذيرات من عاصفة استوائية، بينما وُضعت مناطق جنوب غرب جورجيا تحت تحذير من إعصار امتد شمالاً حتى مقاطعة سبالدينغ. واستُبدلت جميع التحذيرات من العواصف الاستوائية في جورجيا بتحذيرات رسمية من العاصفة الاستوائية شمالاً حتى الحدود بين جورجيا وتينيسي. وقد أصدرت خدمة الطقس الوطنية في بيتشتري سيتي بالخطأ تحذيرًا من إعصار في مقاطعة جاكسون،  بينما كان المفترض أن يكون تحذيرًا من عاصفة استوائية.
بالإضافة إلى ذلك في ليلة 26 سبتمبر أصدرت السلطات المُختصة تحذير من رياح شديدة لأجزاء من جنوب جورجيا، بما في ذلك مدينة فالدوستا. وفي 24 سبتمبر بدأ المسؤولون في مقاطعات برايان وكاندلر وتشاتام في تعبئة مراكز الاستجابة للطوارئ. وبدأت مقاطعات كولكويت وتوماس وديكاتور في فتح الملاجئ. في اليوم ذاته أعلن الحاكم برايان كيمب حالة الطوارئ في جورجيا حيث كان من المتوقع أن يتجه الإعصار إلى الولاية. وفي مقاطعة توماس بدأت إدارة الأشغال العامة في توفير أكياس الرمل بسبب العاصفة.
في 25 سبتمبر عُلقت العملية التعليمية في مقاطعتي بيب وتويغز، وألغت العديد من المدارس في منطقة أتلانتا الحضرية الدراسة يومي 26 و27 سبتمبر، مثل مدارس أتلانتا العامة، حيث نقلت بعض المقاطعات الطلاب والعاملين غير الأساسيين إلى الإنترنت. كما انتقلت بعض المدارس إلى يوم تعليم رقمي على سبيل المثال كان لدى مدارس مقاطعة جوينيت العامة يوم تعليم رقمي في 26 سبتمبر، وأُلغيت الدراسة تمامًا في 27 سبتمبر. وفي أماكن أخرى في مقاطعة كلايتون أُلغيت المدارس والفعاليات الرياضية الداخلية والخارجية. أُغلق شاطئ جزيرة كمبرلاند الوطني والنصب التذكاري الوطني لفورت بولاسكي في 25 سبتمبر استعدادًا للإعصار. أَجَّل فريق أتلانتا بريفز المباراتين المتبقيتين في سلسلة ضد فريق نيويورك ميتس إلى 30 سبتمبر في مباراة مزدوجة. فرضت العديد من المناطق حظر تجول في 26 سبتمبر. نقلت جامعة إيموري الفصول الدراسية إلى الإنترنت يومي 26 و27 سبتمبر، وألغت جامعة جورجيا الفصول الدراسية تمامًا. قبل العاصفة ألغى المرشح لمنصب نائب الرئيس جيه دي فانس حدثين في 26 سبتمبر لحملة ترامب وفانس لعام 2024 المقرر عقدهما في ماكون وفلويري برانش.

#### كارولينا الجنوبية
وُضِعَت ولاية كارولينا الجنوبية بأكملها تحت تحذير من عاصفة مدارية، وأعلن الحاكم هينري مكماستر حالة طوارئ على مستوى الولاية. وأغلقت حديقة كنغري الوطنية أبوابها خلال الفترة 26 إلى 27 سبتمبر بسبب الإعصار. بالإضافة إلى ذلك أغلقت كل من "متنزه فورت سمتر"، و"فورت مولتري التاريخي الوطني"، و"موقع تشارلز بينكني التاريخي الوطني" أبوابها بسبب العاصفة المُقبلة.

#### كارولينا الشمالية
وُضِعَت غرب كارولينا الشمالية تحت تحذيرات من عواصف مدارية، وأعلن حاكم الولاية روي كوبر حالة طوارئ في الولاية. وأغلق "متنزه جورجز الحكومي" أبوابه، وكذلك فعل "متنزه جبل ميتشل الحكومي".

#### أماكن أخرى
وُضِعَت أجزاء من ولايتي إنديانا وأوهايو تحت تحذيرات من رياح شديدة أو تنبيهات من رياح نتيجة لبقايا الإعصار التي تُنتج رياح لا تقل سرعتها عن 10–35 ميل/س (16–56 كم/س)، بالإضافة إلى هبوب رياح تصل سرعتها إلى 50 ميل/س (80 كم/س).
في ألاباما وُضِعَت مقاطعتي هنري وهيوستن تحت تحذير من إعصار. كما وُضِعَت العديد من المُقاطعات الشرقية تحت تحذير من عاصفة مدارية. وعلى أثر ذلك علقت العديد من المناطق التعليمية في ألاباما العملية التعليمية، أو أنهتها مُبكرًا استعدادًا لإعصار هيلين. وافق الرئيس جو بايدن على أعلان حالة الطوارئ في الولاية. وفي لويفيل بولاية كنتاكي ألغى مهرجان لوودر ذان لايف الموسيقي عروضه يوم الجمعة بسبب الرياح القوية.
أعلن حاكم ولاية فرجينيا جلين يونغكين [الإنجليزية]
 حالة الطوارئ في الولاية، ونُشر فريق عمل البحث والإنقاذ 1 (فرجينيا) [الإنجليزية]
 في فرجينيا، إلى جانب فريق عمل البحث والإنقاذ 1 (ماريلند) [الإنجليزية]
 في ولاية ماريلند استعدادًا لإعصار هيلين.

## التأثيرات

### هندوراس
شهدت هندوراس أمطارًا غزيرة نتيجة للدورة الجوية في أمريكا الوسطى التي سبقت إعصار هيلين. ونتيجة لذلك فاض نهر غواسكو ران مُسببًا فيضانات في المجتمعات المجاورة الواقعة في المناطق المنخفضة عبر فاليه وتشولوتيكا، حيث وصل منسوب المياه إلى أكثر من 0.48 قدم (0.15 م). أُعلنت حالة طوارئ في سان ماركوس دي كولون، تشولوتيكا، بسبب الأضرار العامة التي سببتها العاصفة. وقُدر أن قرابة 30 منزلًا قد تضرر في إل كوبوليرو، وأليانزا، وفاليه. فيما تضررت 120 عائلة في مدينة ماركوفيا الساحلية في تشولوتيكا بسبب الأمواج العاتية على الشاطئ؛ ودُمر منزل واحد على الأقل. أدت الأمطار الغزيرة إلى عزل المجتمعات ولجأ 50 شخصًا إلى إل بارايسو بسبب الفيضانات الشديدة.

### المكسيك

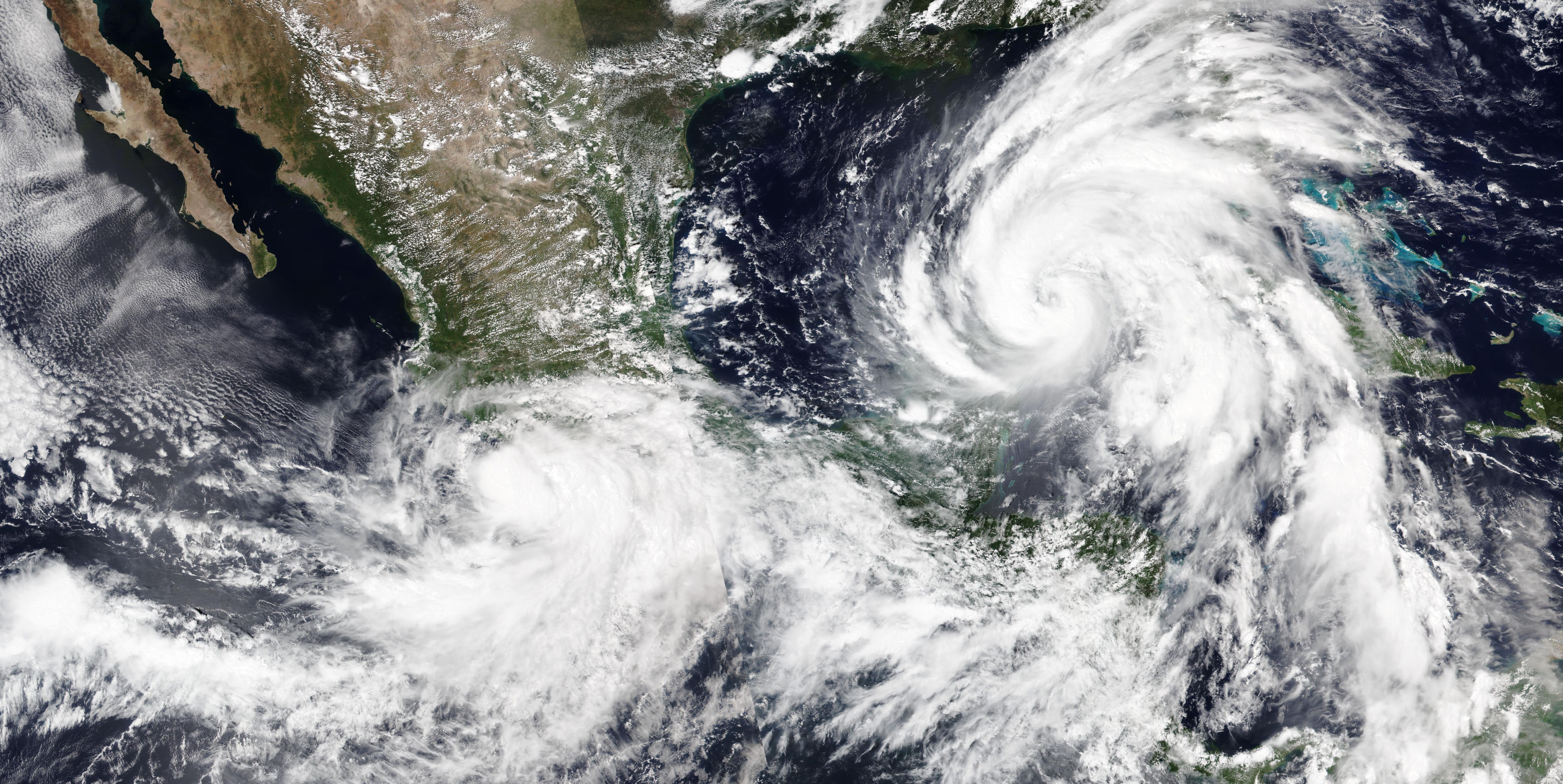
العاصفة المدارية جون على طول ساحل المحيط الهادئ في المكسيك والإعصار هيلين فوق خليج المكسيك في 25 سبتمبر

تلقت المنطقة المحيطة بمدينة كانكون 240 مليمتر (9.4 بوصة) من الأمطار. وانقطعت الكهرباء عن قرابة 120 ألف مُشترك في كينتانا رو. وحدثت فيضانات شديدة غطت معظم جزيرة موخيريس. كما شهدت الجزيرة هبوب رياح تصل سرعتها إلى 69 ميل في الساعة (111 كم/س). وشهدت مدينتا كانكون وكوزوميل أمواجًا شديدة جدًا، مما أدى إلى كسر جدار البحر في كوزوميل وزيادة تآكل الشواطئ في كانكون. وتأخرت الرحلات الجوية في مطار كوزوميل الدولي، بينما شهد مطار كانكون الدولي ما يقرب من 100 عملية إلغاء أو تأخير. وكانت الشركات الأكثر تضررًا من إعصار هيلين هي فيفا إيروبوس، وفولاريس، وطيران المكسيك. أدت الرياح الشديدة لسقوط الأشجار وعاثت في أسقف المنازل الفساد في جميع أنحاء شبه جزيرة يوكاتان.
وقع انفجار غاز في كانكون خلال إعصار هيلين، لكن لم تُبلغ عن أي وفيات.

### الكاريبي

#### جزر كايمان
سقط أكثر من 10 بوصة (250 مـم) من الأمطار على جزر كايمان، وكانت الأمطار الغزيرة والأمواج الكبيرة قد بدأت في التأثير على جزر كايمان في 24 سبتمبر. حيث غمرت المياه الطرق في مدينة جورج تاون، وتسببت الأمطار الناتجة عن العاصفة في 14 انقطاعًا للتيار الكهربائي، مما أثر على 118 عميلًا في جميع أنحاء جراند كايمان. بدأت الحكومة في التخطيط لشراء أراض للمساعدة في إدارة مياه الأمطار. بعد مرور إعصار هيلين تأثرت جراند كايمان بأمواج ارتفاعها 5–7 قدم (1.5–2.1 م) في 26 سبتمبر.

#### كوبا
هطلت أمطار غزيرة في كوبا حيث سُجلت أعلى تراكمات بلغت 218.4 مـم (8.60 بوصة) في بريسا هيرادورا، و186.8 مـم (7.35 بوصة) في بالاسيوس. وفي أماكن أخرى، تلقت بونتا دل إيستي وجزيرة خوفينتود 101 مـم (4.0 بوصة)، وتلقت باسو ريال دي سان دييغو 78 مـم (3.1 بوصة)، وتلقت بينار ديل ريو 72 مـم (2.8 بوصة)، وتلقت إيزابيل روبيو 70 مـم (2.8 بوصة).
في محافظة بينار ديل ريو فاض 17 من أصل 24 خزانًا في المقاطعة. وفي أماكن أخرى، في إل بالينكي، انقطع الوصول إلى الطرق بسبب الفيضانات التي سببها إعصار هيلين. تسببت رياح هيلين في عطل في خطوط الكهرباء التي تغذي جهاز إرسال غوانيتو، مما تسبب في انقطاع التيار الكهربائي في معظم المنطقة، وخاصة سان خوان ومارتينيز وغواني ومانتوا وميناس دي ماتاهامبري. سُجلت رياح عاتية في مقاطعتي خوفينتود وبينار ديل ريو. في المجموع عانى حوالي 70 ألف عميل من انقطاع التيار الكهربائي في بينار ديل ريو، مع تأثر 160 ألف ساكن آخر في أرتيميسا.
في هافانا أُصيب شخص واحد بعد انهيار مبنى غير مأهول بسبب الأمطار الغزيرة، وحدث انهياران أرضيان. تسببت الأمطار الغزيرة في ارتفاع نهر كويغواتيخ بسرعة، مما تسبب في فيضانات في أجزاء من بينار ديل ريو في 26 سبتمبر. كما حدثت فيضانات في مقاطعة مايابيك، بشكل أساسي في بلديات باتابانو وميلينا ديل سور وسان نيكولاس دي باري.

### الولايات المتحدة
| الولاية           | عدد الوفيات (المفقودين) | الأضرار (دولار أمريكي) | المرجع                        |
| ----------------- | ----------------------- | ---------------------- | ----------------------------- |
| فلوريدا           | 26                      | >21.1 مليار            | [ 4 ] [ 122 ]                 |
| جورجيا            | 33                      | >6.88 مليار            | [ 123 ] [ 124 ] [ 125 ]       |
| كارولينا الجنوبية | 51                      | غير معروف              | [ 126 ]                       |
| كارولينا الشمالية | 101 (26)                | 53.6 مليار             | [ 127 ] [ 128 ] [ 129 ]       |
| تينيسي            | 17 (1)                  | غير معروف              | [ 4 ] [ 130 ] [ 131 ] [ 132 ] |
| فرجينيا           | 2                       | غير معروف              | [ 4 ]                         |
| إنديانا           | 1                       | غير معروف              | [ 133 ]                       |
| الإجمالي          | ≥231 (27)               | >81.6 مليار            | [ 134 ]                       |

أشارت التقديرات الأولية إلى أن الخسائر المؤمَّنة قد تصل إلى 3-6 مليار دولار أمريكي، وفقًا لشركة إعادة التأمين غالاغر ري؛  وقدرت شركة "أيه إم بيست" الخسائر بأكثر من 5 مليار دولار أمريكي. قدرت تقديرات لاحقة لشركة "موديز أناليتيكس" أن الأضرار قد تتراوح بين 20 إلى 34 مليار دولار أمريكي. فيما قدرت شركة أكيو ويذر أن إجمالي الأضرار والخسائر الاقتصادية قد يكلف ما بين 225-250 مليار دولار أمريكي. انقطعت الكهرباء عن قرابة أربعة ملايين شخص وفقًا لمنطقة أوماها للطاقة العامة. وقُدرت الأضرار الزراعية بقرابة 7 مليار دولار أمريكي. ومن المتوقع أن تكون الخسائر المؤمَّنة أقل من التقديرات الأولية نظرًا لأن وثائق تأمين المنازل القياسية لا تشمل تغطية تأمين الفيضانات، وزيادة قيود التغطية من قبل شركات التأمين، والخصومات المطبقة على الإعصار.
في 27 سبتمبر أصدرت خطوط دلتا الجوية في مطار هارتسفيلد-جاكسون إعفاءات سفر للأشخاص المتضررين من إلغاء الرحلات أو تأخيرها، كما توقعت حدوث اضطرابات في السفر بسبب قوة إعصار هيلين مما يجعل الطيران خطرًا على الطائرات. وكان هناك 171 عملية إلغاء للرحلات الجوية من وإلى مطار هارتسفيلد-جاكسون أتلانتا الدولي، معظمها من مطار شارلوت دوغلاس الدولي ومطار أوغوستا الإقليمي. كان هناك 489 تأخيرًا في الرحلات الجوية، ومعظمها من مطار تامبا الدولي ومطار أوغوستا الإقليمي ومطار جاكسونفيل الدولي. شملت عمليات الإلغاء والتأخير هذه خطوط دلتا الجوية وخطوط فرونتير الجوية وخطوط سبيريت الجوية وخطوط ويست جيت الجوية والعديد من شركات الطيران الأخرى.
أُغلق موقع تصنيع لشركة باكستر الدولية في ماريون في كارولينا الشمالية، والذي يُنتج 60% من سوائل غسيل الكلى والحقن الوريدي المعقمة في البلاد للمرافق الصحية مؤقتًا بسبب أضرار الفيضانات. وأدى الإغلاق إلى نقص وتقنين سوائل الحقن الوريدي في المستشفيات في جميع أنحاء البلاد،  ومن المتوقع أن يستمر تأثير الإغلاق في نقص في سوائل الحقن الوريدي حتى نهاية عام 2024.

#### فلوريدا

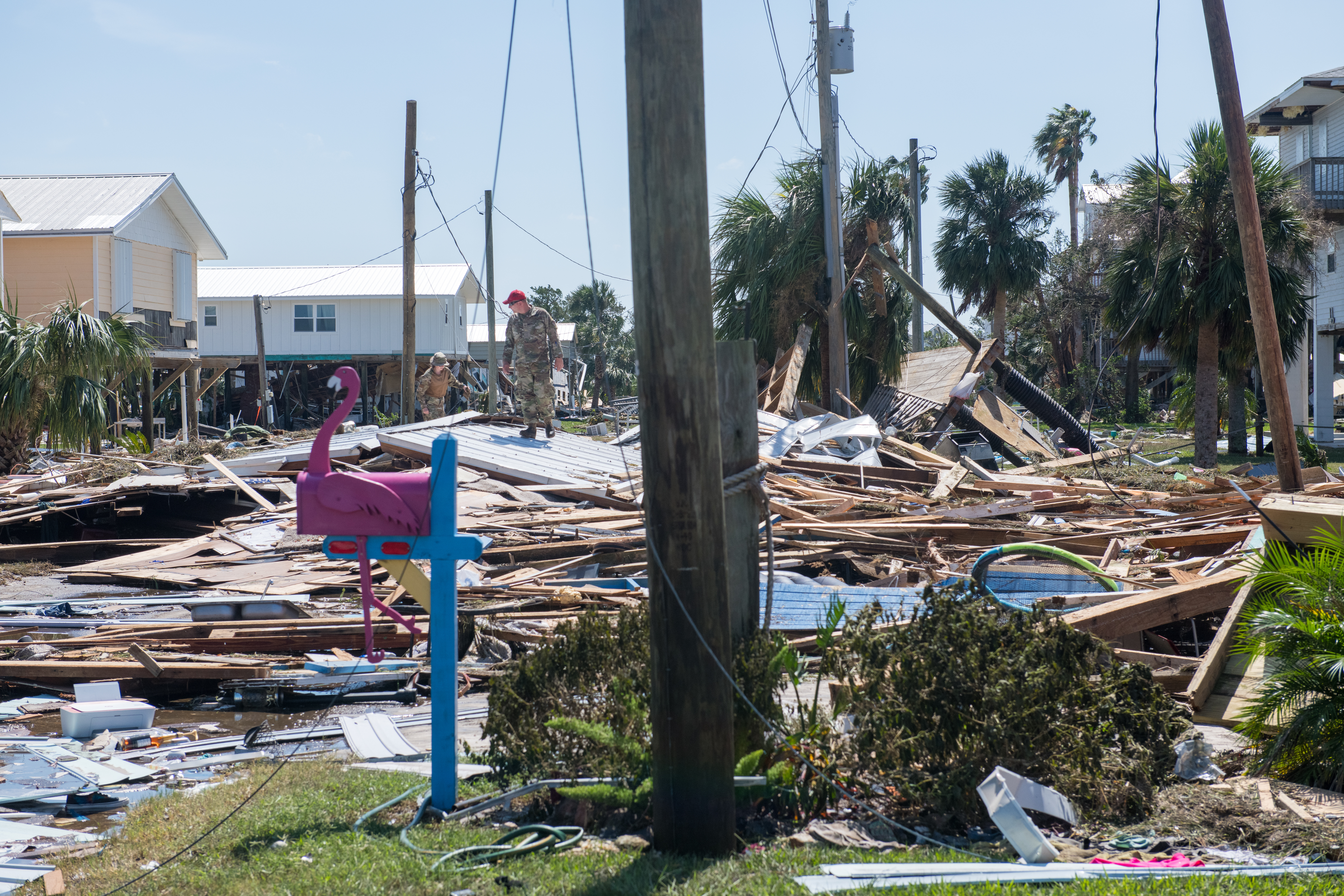
الحرس الوطني لولاية فلوريدا يُنظف الأضرار في شاطئ كيتون بولاية فلوريدا عقب إعصار هيلين.

بحلول صباح يوم 26 سبتمبر 2024 عانى الآلاف في منطقة خليج تامبا من انقطاع التيار الكهربائي. وصلت هبات الرياح إلى 64 ميل/س (103 كم/س) في فورت لودرديل، و67 ميل/س (108 كم/س) في نيبلز. وصلت ارتفاعات العواصف في ستاينهاتشي إلى 9.63 قدم (2.94 م). شهدت كي ويست ارتفاعًا للفيضانات من 1 إلى 3 قدم (0.30 إلى 0.91 م). وصلت ارتفاعات الفيضانات إلى 7.18 قدم (2.19 م) في تامبا. وجدت نماذج ارتفاع الفيضانات الأولية أن مناطق بيغ بيند شهدت غمرًا لأكثر من 4.5 متر. فقد حوالي 1.3 مليون شخص الطاقة في الولاية. أُغلق جسر ستان غوبر التذكاري بسبب الفيضانات، وأُلغيت جميع الأحداث الرياضية في مقاطعة كولير في 27 سبتمبر.
أُغلقت العديد من مطاعم وافل هاوس في تالاهاسي، ومطعم واحد في كراوفوردفيل، مما رفع مؤشر وافل هاوس إلى اللون الأحمر، مما يشير إلى احتمال حدوث أضرار جسيمة للمطعم. شهد مطار أورلاندو الدولي الذي ظل مفتوحًا، 65 عملية إلغاء في 26 سبتمبر، وحدثت 92 عملية إلغاء في مطار ميامي الدولي. ذُكر أن خط أنابيب وسط فلوريدا، الذي يزود وقود الطائرات النفاثة بين تامبا وأورلاندو، قد تضرر نتيجة دخول المياه المالحة خلال إعصار هيلين. خط الأنابيب هو المصدر المباشر الوحيد لوقود الطائرات النفاثة الجديد إلى مطار أورلاندو الدولي؛ ويعتمد المطار بدلًا من ذلك على نقل الوقود والاحتياطيات بالشاحنات. شهدت العديد من المتنزهات الوطنية اضطرابات في الخدمة بسبب الإعصار، حيث تم تعليق جميع الخدمات في حديقة دراي تورتوغاس الوطنية بسبب ارتفاع العواصف.
أُبلغ عن سبع عشرة حالة وفاة في فلوريدا، من بينها ما لا يقل عن إحدى عشرة حالة في مقاطعة بينيلاس؛ وحالتان في تامبا تتعلقان بحادث سيارة حيث سقطت لافتة على سيارة على الطريق السريع I-4، إلى جانب امرأة مسنة غرقت داخل منزلها؛ وحالة وفاة واحدة في مقاطعة ديكسي تتعلق بسقوط شجرة على منزل. من بين الوفيات في بينيلاس، كانت عشر حالات بسبب الغرق وواحدة بسبب حريق كهربائي بدأ بعد تدفق المياه إلى المنزل. نشر مكتب قائد شرطة مقاطعة تايلور على وسائل التواصل الاجتماعي مطالبًا أولئك الذين لم يتم إجلاؤهم بكتابة تاريخ ميلادهم ومعلومات مهمة أخرى على أجسادهم بعلامة دائمة وإرسال معلومات مماثلة وموقعهم بالبريد الإلكتروني إليهم لمساعدة فرق البحث والإنقاذ. أنقذ مكتب قائد شرطة مقاطعة باسكو حوالي 200 شخص في حالات طوارئ مائية. في مقاطعة سيتروس أُنقذ أكثر من 100 شخص و50 حيوانًا أليفًا بعد أن ضرب ارتفاع المد الذي بلغ عشرة أقدام المنطقة. إجمالًا كان لا بد من إنقاذ أكثر من 1000 شخص في منطقة خليج تامبا.
بعد ارتفاع العاصفة، اشتعلت النيران في العديد من المباني في شاطئ كليرووتر. وفقًا لقائد شرطة مقاطعة تايلور واين بادجيت دُمِّر 90% من المنازل في شاطئ كيتون. كما دُمِّرت ما لا يقل عن 24 شركة و70 منزلًا في غولفبورت. وفي مقاطعة ماناتي تضرر 230,471 مبنى حيث قُدِّرت الأضرار السكنية بقرابة 347.2 مليون دولار، بينما بلغت الأضرار التجارية 6.3 مليون دولار، ليصل إجمالي المبلغ إلى 353.5 مليون دولار. في برادنتون تعرض 194 منزلًا وسبعة مبانٍ تجارية لأضرار جسيمة، وقُدرت الأضرار 41 مليون دولار. قُدرت كافة الأضرار في جميع أنحاء مقاطعتي ماناتي وساراسوتا بنحو 1.1 مليار دولار، منها 755.7 مليون دولار في مقاطعة ساراسوتا، كما تضرر أو دُمِر 3,137 مبنى في المقاطعة.
على الرغم من عدم تأثيرها المباشر على مقاطعة فولوسيا، أسقطت هبات العواصف العاتية العديد من الأشجار، حيث بلغت ذروتها 53 ميل/س (85 كم/س) في المقاطعة. كان أكثر من 9000 ساكن بدون كهرباء اعتبارًا من 27 سبتمبر. في إيدجووتر انقلب مرآب للسيارات بينما سقطت شجرة عبر سقف منزل متنقل في منتزه سي هورس للمنازل المتنقلة. سقطت شجرة كبيرة في منزل من طراز دوبلكس عبر السقف في مقاطعة سيمينول، التي تأثرت فقط بالأطراف الخارجية للعاصفة. شهدت مقاطعة سيمينول 2427 شخصًا بدون كهرباء، بينما شهدت مقاطعة أورانج المجاورة 4476 عميلًا بدون كهرباء. في أبوبكا، مزقت الأطراف الخارجية للعاصفة سقف منزل.
في أماكن أخرى في مقاطعة فلاغلر سُجلت أعلى هبات في مارينلاند حيث بلغت سرعة الرياح 63 ميل/س (101 كم/س). فقد ما يقرب من 20 ألف ساكن الكهرباء يومي 26 و27 سبتمبر. سقطت شجرة عبر سقف منزل في بالم كوست، بينما في بالم بيتش، تلقى "جرف صغير" ارتفاعًا محليًا قدره 18 بوصة (460 مـم).

#### جورجيا

حلقة رادار تظهر إعصار هيلين فوق جورجيا

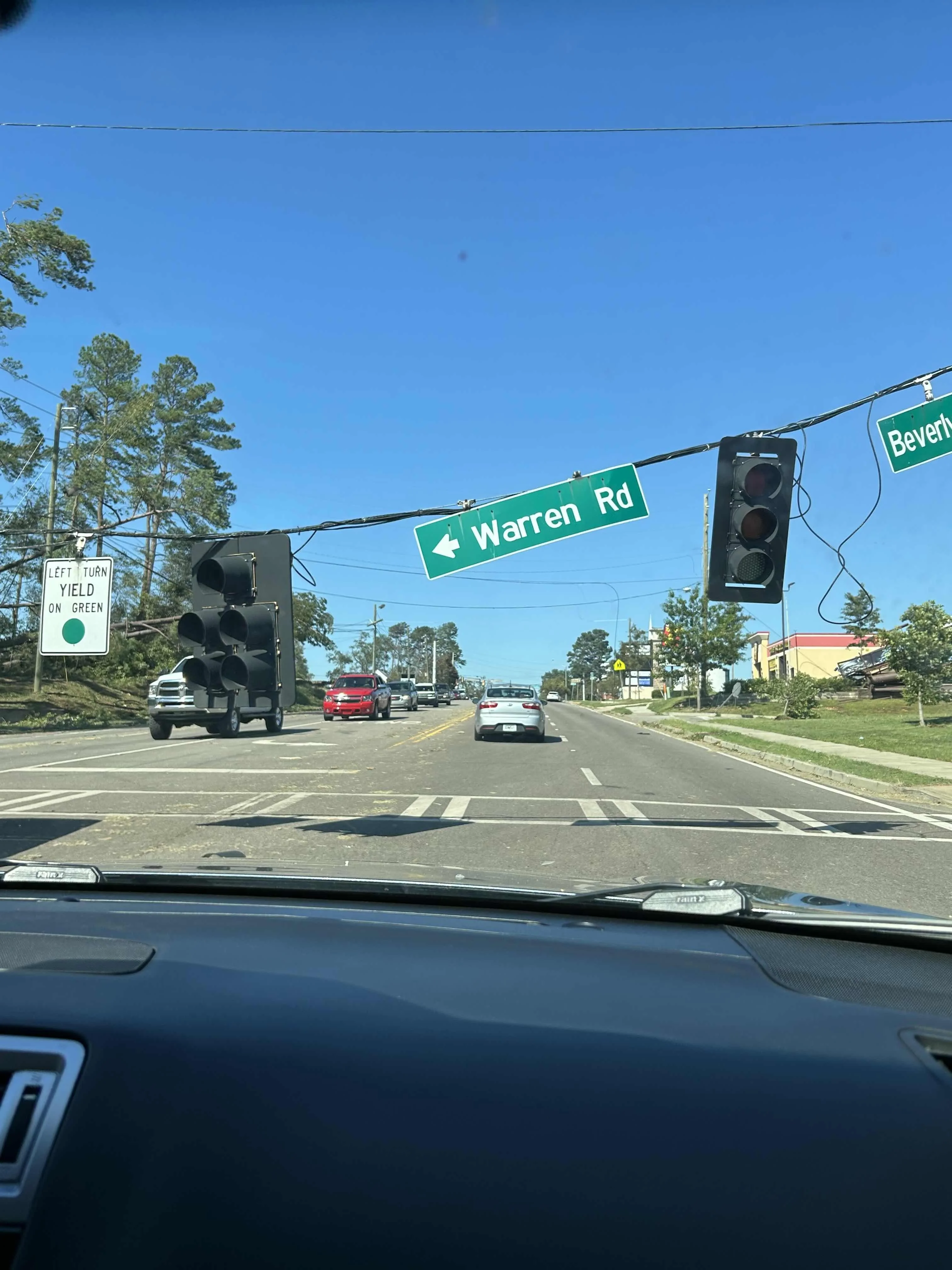
إشارة مرور تالفة في أوغوستا في 30 سبتمبر.

في أتلانتا أصدرت دائرة الأرصاد الجوية الوطنية في بيتشتري سيتي حالة طوارئ من "فيضان سريع" بعد تسجيل أعلى إجمالي معدل هطول أمطار لمدة 3 أيام في 104 سنوات. وصل إجمالي هطول الأمطار على مدار 48 ساعة في المدينة إلى 11.12 بوصة (282 مـم)، وهو أكبر هطول أمطار تشهده المدينة في 48 ساعة منذ بدء حفظ السجلات في عام 1878.
كان 25 شخصًا بحاجة للإنقاذ من الفيضانات في أتلانتا. كما أُبلغ عن فيضانات محلية على طرق سريعة متعددة مثل "آي-285″، و"آي-85″، و"آي-75″،  والعديد من أنظمة الطرق السريعة الأخرى في أتلانتا. حدثت فيضانات أكثر أهمية في باكهد بسبب فيضان جدول بيتشتري، الذي غمر العديد من المجمعات المحيطة. حدثت فيضانات أخرى في المناطق المحيطة بمترو أتلانتا. فاض نهر تشاتاهوتشي على ضفافه في مناطق متعددة حول مقاطعة فولتون بجورجيا وفي المقاطعات الواقعة في اتجاه مجرى النهر، مما أدى إلى عملية إنقاذ مائي في مقاطعة كويتا. ولد إعصار هيلين ثلاث أعاصير في الولاية، بما في ذلك إعصار قتل شخصين في مقاطعة ويلر عندما انقلب منزلهما المتنقل. صُنف إعصار مقاطعة ويلر على أنه "EF1" بينما صُنف الإعصاران الآخران على أنهما (بالإنجليزية: EF0).
أمر مسؤولو مقاطعة رابون بإجلاء الأشخاص الذين يعيشون أسفل سد في بحيرة رابون بعد أن أُجبر المسؤولون على فتح بوابة فيضان ثالثة، مما أدى إلى غمر العديد من الطرق وحبس الناس في مجتمعاتهم في الجزء الجنوبي من المقاطعة. دُمِّرت أربعة منازل بسبب سقوط الأشجار في مقاطعة وايت ومقاطعة هابيرشام، لكن لم يُبلغ عن وقوع إصابات. قال قسم إدارة الطوارئ في مقاطعة رابون إن العديد من الطرق أصبحت "غير سالكة" بسبب العاصفة وأن معظم السكان كانوا بدون كهرباء حتى 27 سبتمبر، وحثهم على البقاء في منازلهم للسماح لفرق الإنقاذ والتنظيف بالعمل دون انقطاع. ارتفع نهر هايواسي في مقاطعة تاونز إلى أكثر من عشرة قدم (3.0 م)، أي أقل بمقدار واحد قدم (0.30 م) فقط من الرقم القياسي، وغمر المراعي وأجزاء من المخيم، لكن لم يتم الوصول إلى المخيمين.
انقطعت الكهرباء عن قرابة مليون عميل في الولاية خلال الإعصار بسبب سقوط الأشجار على خطوط الكهرباء في جميع أنحاء الولاية وسرعات الرياح العالية. لا زال أكثر من 400 ألف شخص بدون كهرباء حتى يوم 29 سبتمبر. تضرر ما لا يقل عن 115 مبنى في فالدوستا بشدة. تُقدر الأضرار الأولية وفقًا للحاكم برايان كيمب بقرابة 417 مليون دولار أمريكي. تكبدت صناعة الأخشاب في الولاية أضرارًا بقيمة 1.28 مليار دولار. إجمالًا بلغت الأضرار الزراعية 6.46 مليار دولار.
تسبب إعصار هيلين في أضرار جسيمة لمزارع الدواجن في جورجيا، مما تسبب في أضرار أو دمار كامل لـ 107 منشأة. تنتج جورجيا والمناطق المحيطة بها ما يقرب من نصف الـ 9 مليارات دجاجة التي تُستهلك سنويًا في جميع أنحاء الولايات المتحدة، وأثارت مياه الجريان السطحي للسماد من المنشآت المتضررة مخاوف بشأن جودة الجداول والمياه الجوفية.
أُبلغ عن إصابات ووفيات في جميع أنحاء الولاية، بما في ذلك حالتا الوفاة الناجمتان عن الإعصار في مقاطعة ويلر. إجمالًا توفي 33 شخصًا بسبب العاصفة في الولاية.

#### كارولينا الشمالية

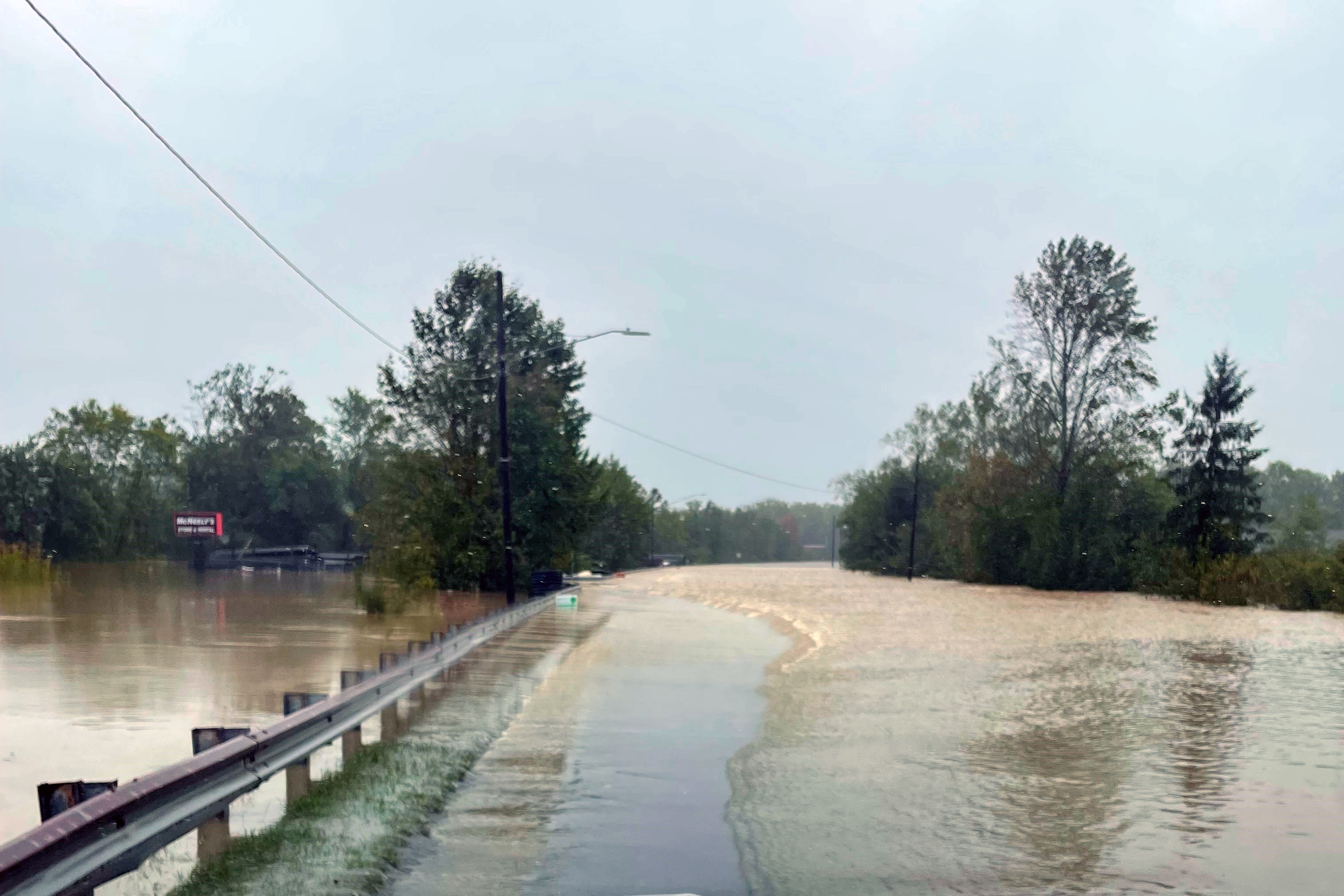
شارع مارتن لوثر كينغ جونيور (US-64) غربًا في مقاطعة هينديرسون في 27 سبتمبر

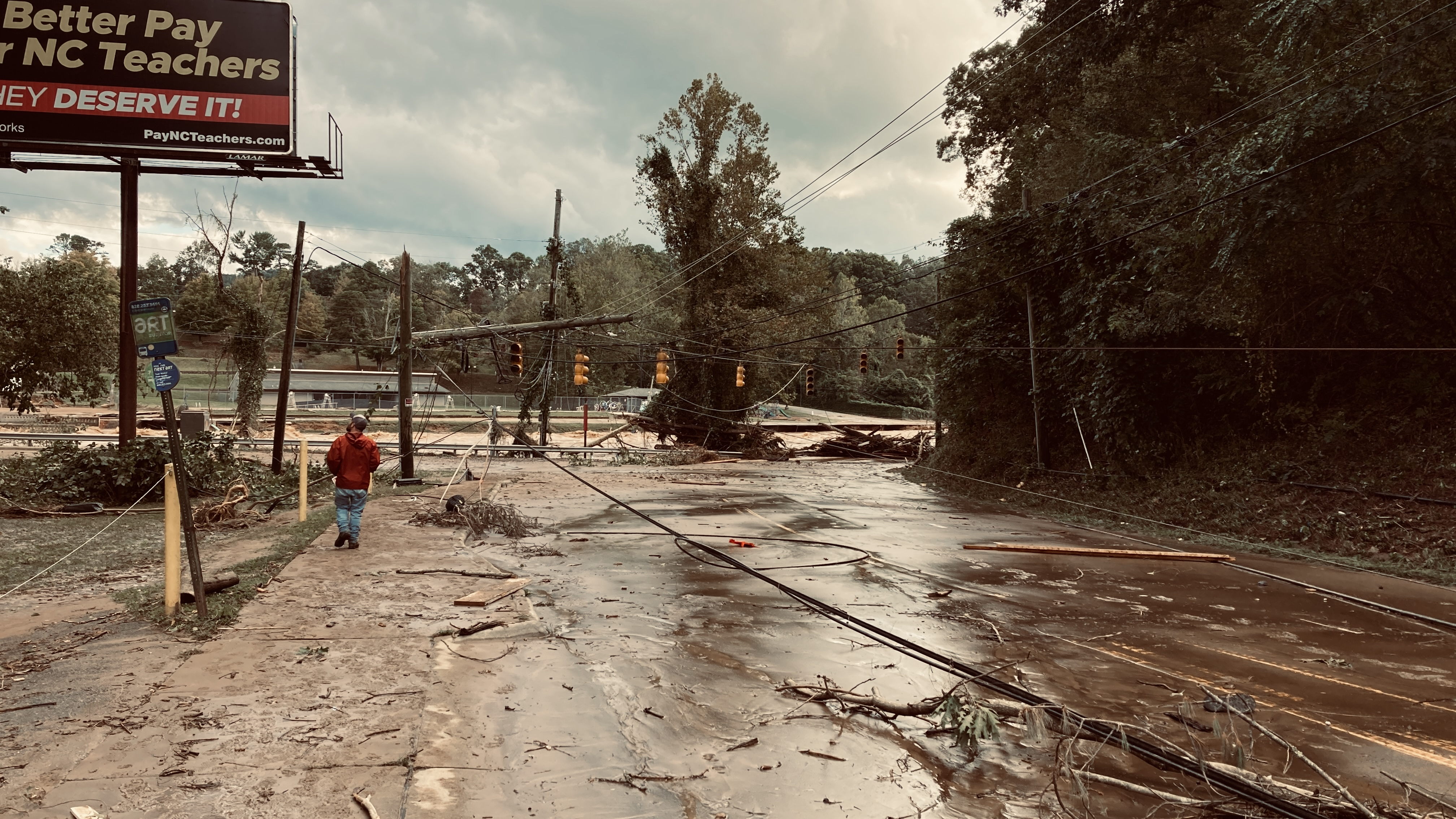
الدمار في آشفيل – عند تقاطع طريق نهر سوانانوا (NC-81) وطريق أزاليا – بسبب إعصار هيلين

قُتل ما لا يقل عن 115 شخص في ولاية كارولينا الشمالية جراء الإعصار، من بينهم 40 شخص على الأقل في مقاطعة بونكوم وحدها،  في حين لا يزال مصير حوالي 200 شخص آخر مجهولًا في الولاية. ولقي شخصان مصرعهما في حوادث سير ناجمة عن الأمطار الغزيرة المصاحبة للإعصار، وهما طفلة تبلغ من العمر 4 سنوات في كليرمونت ورجل يبلغ من العمر 58 عامًا في غاستونيا. كما انقطع التيار الكهربائي عن 879,000 عميل على الأقل في الولاية. في شارلوت أدت الرياح العاتية الناجمة عن الإعصار إلى سقوط شجرة على منزل مسفرة عن مقتل شخص وإصابة آخر بجروح خطيرة.
تسببت الأمطار الغزيرة والرياح القوية في ونستون-سالم بسقوط شجرة كبيرة على محطة وقود وتضرر سيارتين. كما أمرت السلطات بإجلاء السكان القاطنين في المناطق الواقعة أسفل بحيرة لور بعد أن فاض سد البحيرة وتوقعات بحدوث انهيار وشيك. وقد أُجري تقييم لاحق للسد وتبين عدم وجود خطر وشيك لانهياره، على الرغم من تحدث تقارير عن تآكل جانبي السد وتضرر دعاماته الهيكلية. وأنقذت السلطات امرأة واحدة في بلدة بحيرة لور مع كلبها بعد أن علقت داخل منزل منهار على ضفة النهر. كما تسبب إعصار هيلين بإندلاع ثمانية أعاصير في الولاية،  بما في ذلك إعصار شديد وقصير المدى من الفئة "EF3" أثر على الجانب الشمالي من روكي ماونت، ملحقًا أضرار بنحو 14 مبنى ومتسببًا في إصابة 15 شخص أربعة منهم في حالة خطرة. وصُنفت خمسة من الأعاصير الأخرى من فئة "EF1" في حين صُنف إعصاران من فئة "EF0" الأقل تأثيرًا.
تعرضت مناطق في جبال بلاك ماونتينز في الجزء الغربي من الولاية لدمار شديد، كما أفاد سكان سوانانو بأن عمليات البحث والإنقاذ لم تصل إلى منطقتهم حتى 29 سبتمبر، مما ترك العديد من السكان الذين لم يستعدوا للفيضانات دون طعام أو ماء صالح للشرب. وأشارت بيانات من دائرة الأرصاد الجوية الوطنية إلى هطول أكثر من 19 بوصة (480 مـم) من الأمطار في المناطق الواقعة أعلى شيمني روك، مؤدية لفيضانات دمرت نصف القرية، وأعمالها التجارية على الجانب الجنوبي من القرية بالقرب من نهر برود. كما تضرر وسط مدينة إلكين بشدة بعد فيضان نهر يادكين،  وغمرت مياه نهر كاتاوبا مدينة مورغانتون، تاركة آلاف السكان بدون كهرباء. كما فاض سد أوكسفورد الواقع على بحيرة هيكوري على نهر كاتاوبا. وأُغلقت أكثر من 400 طريق في الجزء الغربي من الولاية، واضطر أكثر من 200 شخص للنجاة من الفيضانات.
فُرض حظر تجوال في مدينة أشفيل بسبب الأضرار التي لحقت بها،  كما حطمت المدينة الرقم القياسي لهطول الأمطار على مدار يومين، مسجلة 9.87 بوصة (251 مـم) من الأمطار. وأفادت شرطة أشفيل بأنها ألقت القبض على أشخاص قاموا بأعمال نهب. وبلغ منسوب نهر فرنش براد 24.67 قدم (7.52 م)، ووصل نهر سوانانو إلى 26.1 قدم (8.0 م)، وكلاهما أعلى من الأرقام القياسية التاريخية التي سجلها فيضان عام 1916. وغمرت المياه تقريبًا كل منطقة "بيلتمور فيليج" ومنطقة "ريفر آرتس" وعُزلت المدينة إلى حد كبير بسبب انقطاع التيار الكهربائي وخدمة الهاتف المحمول. وتسببت الانهيارات الأرضية حول أشفيل في انهيار أو انجراف أجزاء من الطريق السريع "آي-26" والطريق السريع "آي-40"، مما أدى إلى إغلاق الطرق المتضررة. وانقطع الوصول إلى أشفيل في يومي 27 و28 سبتمبر عبر الطريق السريع "آي-26" إلى ولاية كارولينا الجنوبية. كما فُرض حظر التجول على مدينة بون بعد أن تسببت الرياح العاتية والأمطار الغزيرة في حدوث فيضانات وأعطال في التيار الكهربائي في جميع أنحاء مقاطعة واتوجا.
أدت الفيضانات لإلغاء مباراة كرة قدم بين جامعتي أبالاش الحكومية وليبرتي ولم يُعاد جدولتها. وأدى انهيار أرضي وفيضانات من نهر بيجون إلى قطع جزء من الطريق السريع "آي-40" عند الحدود بين كارولينا الشمالية وتينيسي،  وارتفع منسوب نهر بيجون إلى أكثر من 25 قدم (7.6 متر) في كانتون،  وهو أعلى من مستواه المُسجل خلال إعصار فرانسيس عام 2004، وكذلك من مستواه المُسجل في عام 2021 خلال العاصفة الاستوائية فريد. وفي بوسيك بلغ إجمالي هطول الأمطار 30.78 بوصة (782 مـم). وألغت جامعة كارولينا الشمالية في آشفيل جميع الفصول الدراسية حتى 9 أكتوبر (تم تمديدها لاحقًا حتى 28 أكتوبر)، إلى جانب حرمي جامعة ولاية أبالاتشيان في بون وهيكري حتى 11 أكتوبر، وجامعة كارولاين الغربية حتى 4 أكتوبر. وأعلنت كلية "وارن ويلسون" وكلية "بلو ريدج المجتمعية" إغلاق أبوابهما لمدة أسبوع على الأقل. وأعلنت مدرسة أشفيل وهي مدرسة داخلية في أشفيل إجلاء طلابها وأعلنت أن الحرم الجامعي سيظل مغلقًا حتى 14 أكتوبر. ولم يتم إجلاء مدرسة كريست وهي مدرسة داخلية إبيسكوبالية للبنين فقط في أردين وظل الحرم الجامعي بدون كهرباء حتى 9 أكتوبر.
أصدرت إدارة النقل في ولاية كارولينا الشمالية بيانًا على موقعها الإلكتروني أفاد بأن جميع الطرق في غرب ولاية كارولينا الشمالية يجب اعتبارها مغلقة. وأجلت كلية ليس-مكري في بانر إلك حرمها الجامعي، واعتبارًا من 29 سبتمبر أُجلي جميع الطلاب بنجاح بمساعدة الحرس الوطني في ولاية كارولينا الشمالية.
ظهرت العديد من المنشورات عبر الإنترنت تستخدم خطابًا معاديًا وتهدد بالعنف ضد مسؤولي وكالة إدارة الطوارئ الفيدرالية (FEMA) في أعقاب العاصفة. وفي إحدى الحالات توقف عمال الإغاثة الفيدرالية مؤقتًا أو نقلوا عملهم في مقاطعة روذرفورد بولاية كارولينا الشمالية نتيجة لذلك. ولاحقًا قُبض على رجل من كارولينا الشمالية يبلغ من العمر 44 عامًا ووُجهت إليه تهمة في حادثة مقاطعة روذرفورد بعد العثور عليه يحمل مسدسًا وبندقية في سوبر ماركت يعمل كموقع للإغاثة من العاصفة.
تسبب الفيضان المدمر والدمار الذي أحدثه الإعصار في غرب ولاية كارولينا الشمالية في خسائر وتكاليف تعافي تبلغ على الأقل 53 مليار دولار أمريكي. وتسبب الإعصار وما تلاه من تداعيات في حدوث 1400 انهيار أرضي وتلف أكثر من 160 نظامًا للمياه والصرف الصحي، وأكثر من 6000 ميل (9650 كيلومترًا) من الطرق، وأكثر من 1000 جسر ومجرى مائي، وحوالي 126,000 منزل، وفقًا لمكتب الميزانية. ومن المتوقع أن يتقدم حوالي 220,000 أسرة بطلب للحصول على المساعدة الفيدرالية.

#### كارولينا الجنوبية

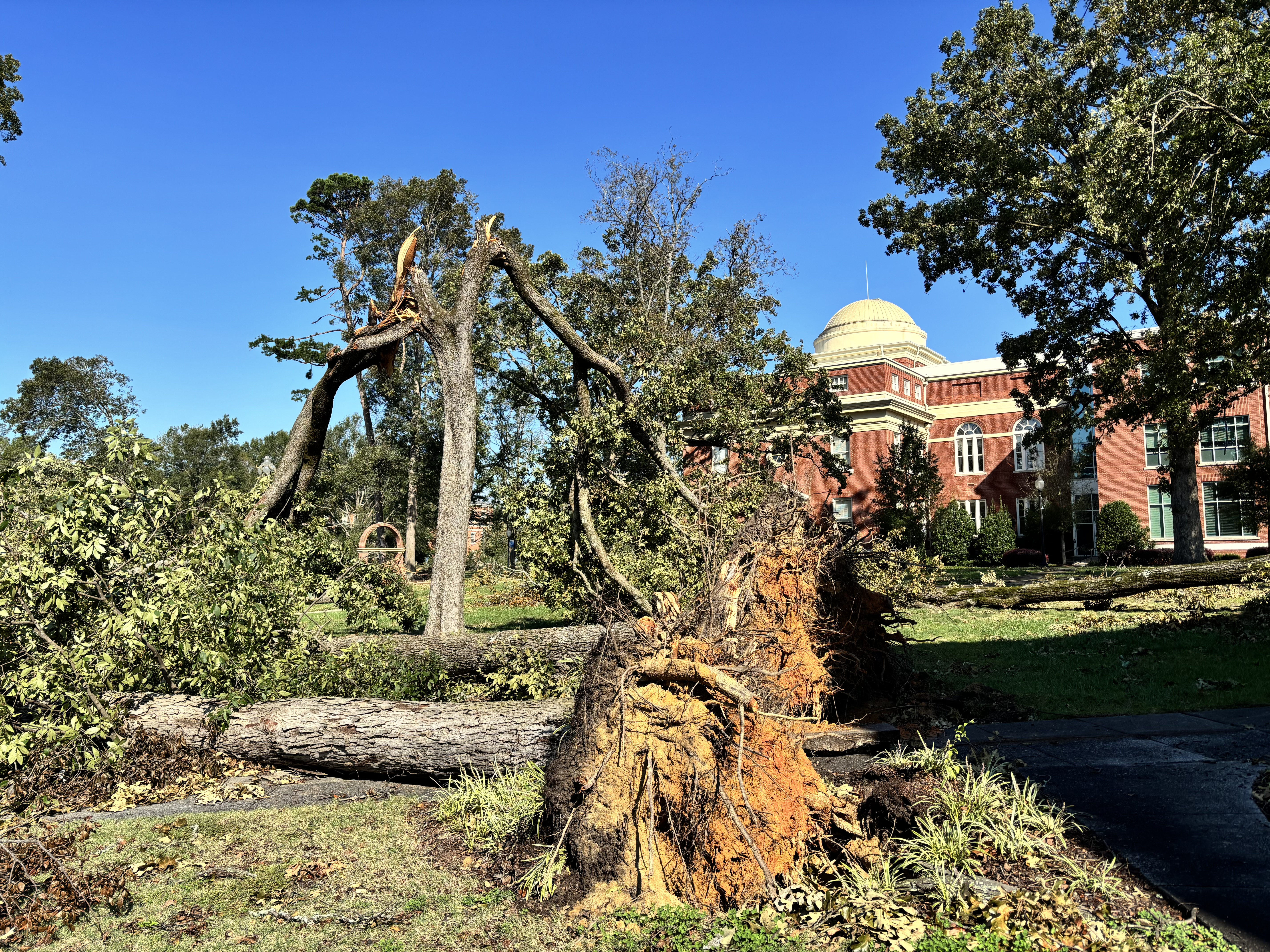
الأشجار المقتلعة والمتضررة في حرم الكلية المشيخية في كلينتون.

لقي 36 شخصًا مصرعهم في ولاية كارولينا الجنوبية، من بينهم ستة في مقاطعتي سبارتانبورغ وجرينفيل، وأربعة في مقاطعتي أيكن وأندرسون، وثلاثة في مقاطعة لورنس، واثنان في مقاطعة نيوبيري، وواحد في مقاطعة تشيسترفيلد،  وثلاثة في مقاطعة سالودا، وواحد في مقاطعة غرينوود. وانقطع التيار الكهربائي عن أكثر من 1.3 مليون عميل في ولاية كارولينا الجنوبية، وهو أكبر عدد في أي ولاية تأثرت بالإعصار، حيث شهدت عدة مقاطعات انقطاعًا شبه كامل للتيار الكهربائي. ووصلت سرعة الرياح إلى 72 ميلًا في الساعة (116 كم/ساعة) في أيكن وأندرسون،  و75 ميلًا في الساعة (121 كم/ساعة) في بيافورت. وبلغ إجمالي هطول الأمطار في الولاية ذروته عند 21.66 بوصة (550 مـم) في روكي بوتوم. وأنتج إعصار هيلين 21 إعصارًا ضعيفًا في الولاية؛ وصُنف خمسة منها من فئة "EF1"، وصُنف آخر من فئة "EFU"، وصُنفت باقي الأعاصير من فئة "EF0" والتي عددها 15 إعصار.
واجهت جامعة كليمسون رد فعل عنيف عبر الإنترنت  بعد قرارها استضافة مباراة كرة القدم السنوية في الحرم الجامعي في 28 سبتمبر ضد ستانفورد، حيث حضر 80,295 مشجعًا إلى الحرم الجامعي، معظمهم من غير السكان المحليين، في وقت كانت فيه المنطقة المحيطة، بما في ذلك مدينة كليمسون القريبة وبلدة سنترال، تواجه انقطاعات واسعة النطاق في التيار الكهربائي ونقصًا في الوقود. وضغط رواد الحفلات المسبقة على الإمدادات الشحيحة بالفعل، مثل الوقود والطعام الساخن من المطاعم المحلية القليلة التي لا تزال مفتوحة، والثلج الذي يحتاجه السكان لمنع تلف طعامهم في غياب الكهرباء.
وفي وقت لاحق في 28 سبتمبر أعلنت جامعة كليمسون أنها ستفتح بعض مرافقها المزودة بالطاقة الكهربائية وتقدم الطعام والشراب والثلج ومحطات الشحن والدوشات مجانًا للمجتمع المحلي للأعضاء المحتاجين إلى الراحة بعد العاصفة. ومع ذلك، انتقد الكثيرون الجامعة لعدم القيام بذلك عاجلاً. واستمرت الانتقادات عندما أعلنت جامعة كليمسون إلغاء الفصول الدراسية يوم الاثنين 30 سبتمبر مما يتناقض على ما يبدو مع التأكيد السابق على أن المنطقة تعافت بشكل جيد بما يكفي لاستضافة مباراة. بالإضافة إلى كليمسون اضطرت كلية إيرسكين إلى تأجيل مباراة كرة القدم ضد جامعة غرب ألاباما وإعادة جدولة المباراة إلى 16 نوفمبر.
فقدت إحدى مزارع الدواجن في ولاية كارولينا الجنوبية 45,000 دجاجة، ومن المتوقع أن يكون للعاصفة تأثير كبير على الزراعة المحلية؛ حيث تعد ولاية كارولينا الجنوبية موردًا رئيسيًا للدجاج على الصعيد الوطني في الولايات المتحدة. ويشكل جريان السماد من مرافق الدواجن المتضررة خطرًا محتملاً على المياه الجوفية والجداول.

#### تينيسي
أنقذت طواقم الهليكوبتر 58 شخصًا بمساعدة وحدات من شرطة ولاية فرجينيا، من مستشفى يونيكوي كاونتي في إروين بعد أن غمرت المياه المستشفى بالكامل تقريبًا. وقُطعت عدة جسور على الطرق السريعة "يو إس 23"، و"آي-26"، و"يو إس 19 دبلييو" التي تعبر نهر نوليتشكي في إروين. وأجل فريق ناشفيل بريدايتورز مباراة ما قبل الموسم ضد فريق تامبا باي لايتنينج إلى 7 أكتوبر بسبب سوء الأحوال الجوية في المنطقة. وحطمت ناشفيل الرقم القياسي اليومي لهطول الأمطار في 27 سبتمبر. وفي موريستاون سقطت عدة أشجار مؤدية لانقطاع خطوط الكهرباء في جميع أنحاء المدينة. ووصلت سرعة الرياح العاتية في سبارتا إلى 44 ميل/س (71 كم/س). وفي نيوبورت ارتفع نهر بيجون إلى أكثر من ثلاثة أضعاف مستوى الفيضان مؤديًا لغمر أجزاء من المدينة والطريق السريع آي-40 القريب، وسجل رقمًا قياسيًا جديدًا عند 26 قدم (7.9 م). في 1 أكتوبر 2024 كان لا يزال 85 شخصًا مفقودين في جميع أنحاء شمال شرق تينيسي.
في وقت مبكر من صباح 28 سبتمبر أصدرت سلطة وادي تينيسي تنبيهًا أحمر بشأن حالة سد نوليتشكي، قائلة إن فشل السد وشيك، وأصدرت السلطات المحلية أمرًا بالإجلاء. ومع ذلك ورد في وقت متأخر من صباح نفس اليوم انخفاض مستويات المياه على طول نهر نوليتشكي، فيما كانت سلطة وادي تينيسي تحقق في السد لمعرفة الخطوات التالية. وعلى بعد 12 ميل (19 كـم) شمال شرق سد نوليتشكي انهار جسر كينسر وهو جزء من الطريق السريع "إس آر 107" والذي يبلغ ارتفاعه عادة 60 قدم (18 م) فوق نهر نوليتشكي، بعد أن غمرت مياه الفيضان الجسر. ودُمرت إجمالًا خمسة جسور. وحُوصر ستة موظفين بسبب مياه الفيضانات في مصنع "إمباكت بلاستيكس" في إروين وفقد بعضهم وتوفي البعض الآخر، وأفاد عامل نجا إن العمال لم يُخَبروا بإمكانية مغادرة المصنع إلا بعد أن غمرت مياه الفيضان الطريق المؤدي إلى المصنع وانقطاع الكهرباء. وأصدرت "إمباكت بلاستيكس" بيانًا عبرت فيه عن تعاطفها وقالت إنها لم تهدد الموظفين بالفصل إذا غادروا المصنع. ويحقق مكتب التحقيقات في ولاية تينيسي في الحادثة.
بعد العاصفة، أغلقت أربع حدائق ولاية بالكامل، بينما شهدت حديقة بانثر كريك ستيت بارك إغلاق بعض الممرات، وأغلقت حديقة سيفن أيلاندز ستيت بيردينج بارك كل من الممرات ومنحدر القوارب.

#### فرجينيا

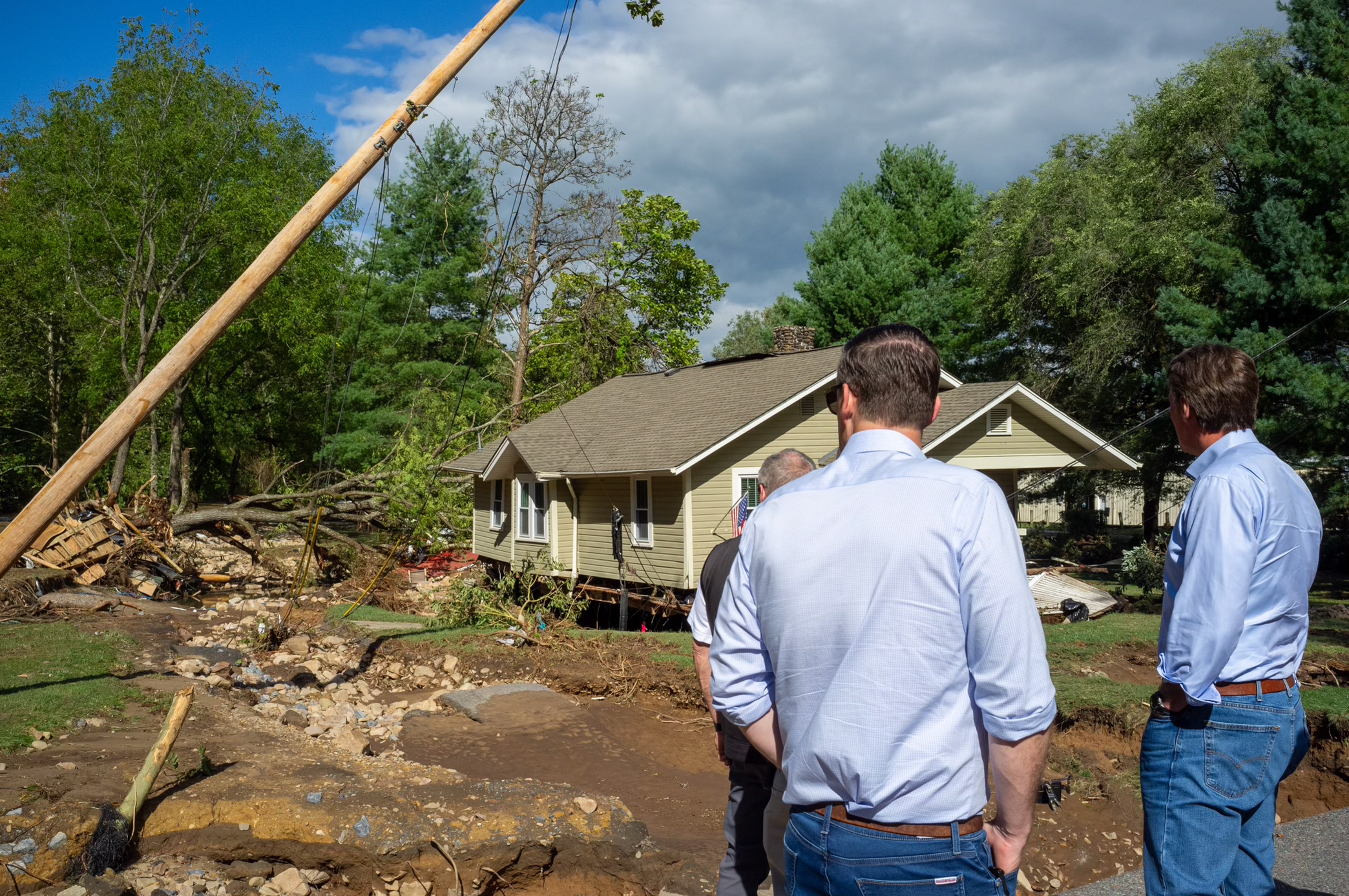
الحاكم "جلين يونجكين" يفحص الأضرار بعد العاصفة

لقي شخص واحد مصرعه في مقاطعة كريج بعد سقوط شجرة على مبنى. ولقي شخص آخر مصرعه في مقاطعة تازويل عندما ضربته شجرة ساقطة أثناء تنظيفه للأنقاض. وبلغت كمية الأمطار 12.2 بوصة (310 مـم) في جرايسون هايلاندز، في حين شهدت جالاكس حوالي 8.6 بوصة (220 مـم) من الأمطار على مدار 72 ساعة. وفي وادي نهر نيو، شوهدت مياه عالية من هيلين في أقصى الشمال حتى جامعة رادفورد. وشهدت داماسكيوس فيضانات بلغت 19.5 قدم (5.9 م).
أجرت السلطات أكثر من 70 عملية إنقاذ في المياه في الولاية، حيث نزل جنود الحرس الوطني بولاية فرجينيا من طائرات الهليكوبتر وسحبوا الناس من السيارات. وفي مقاطعة ألبيمارل غُمرت إحدى الطرق بالمياه. وتعرض الطريق السريع "إس آر 670" في مقاطعة ماديسون والطريق السريع "إس آر 637" في مقاطعة جرين لأضرار جسيمة. وتلوثت بحيرة كلايتور بشدة حيث لاحظ المسؤولون أن فرقهم عثرت على خزانات غاز وسيارات طافية خلف السد. وفي مقاطعة بولاسكي كشفت التقديرات الأولية عن تضرر 45 بشدة. وفي الوقت ذاته دُمر أكثر من 35 مبنى في مقاطعة جايلز. ودُمر معظم الطريق السريع "يو إس 21" على طول جانب الجبل خارج إندبندنس في مقاطعة غرايسون، بينما مُحي الطريق السريع "يو إس 58" وممر "فرجينيا كريبير".
انقطع الوصول إلى بلدة "تايلورز فالي" في مقاطعة واشنطن بعد أن دُمرت الجسور المؤدية إليها. وفي مدينة رادفورد بلغ ذروة نهر نيو 31.03 قدم (9.46 متر)، وتسبب إعصار من فئة "EF1" بأضرار طفيفة في مقاطعة بيدفورد، بينما تسبب إعصار من فئة "EF2" في مقاطعة بيتسيلفانيا في إصابة شخص واحد وتلف 30 مبنى وتدمير منزل مُتنقّل. كما اقتلع إعصار آخر من فئة "EF1" الأشجار بالقرب من كيلينج. وتأثر 190 ألف شخص بانقطاع التيار الكهربائي في الولاية.
بعد العاصفة أغلقت تسع حدائق ولاية وأربع محميات بسبب الأضرار التي لحقت بها،  وشهدت حديقة شيناندوا الوطنية إغلاق جزئي. وأُغلق طريق "بلو ريدج باركواي" بالكامل، وأُعيد فتح جزء كبير من الطريق في الجزء الفيرجيني في 11 أكتوبر.

#### مناطق أخرى
شهدت مقاطعة لارو في ولاية كنتاكي هطول أمطار وصلت إلى 3.61 بوصة (92 مـم)،  وانقطعت الكهرباء في ولاية كنتاكي عن حوالي 220 ألف عميل،  نصفهم في مدينة ليكسينغتون. وسُجل رقم قياسي لهطول الأمطار اليومية في مدينة ليكسينغتون، بينما تجاوزت سرعة الرياح في مقاطعة مورغان 60 ميل/س (97 كم/س)، وفي مقاطعة جيسامين اقتلعت الرياح قبة "كنيسة إدج وود" المعمدانية.
في ولاية فرجينيا الغربية هطلت أمطار غزيرة. تدفقت المياه العالية في بلوفيلد، وسدت الأشجار العديد من الطرق. وسقطت الأشجار في أجزاء من مقاطعة فايت. وفي مقاطعة ميرسر انقطع التيار الكهربائي عن أكثر من 20 ألف عميل. واضطر فريق دنفر برونكوز الذي كان يتدرب في منتجع جرينبريير لخوض مباراتين متتاليتين على الساحل الشرقي، إلى إجراء أحد تدريباته في ملاعب التنس الداخلية بسبب الأمطار الغزيرة. كانت أمطار هيلين مفيدة للولاية حيث خففت من ظروف الجفاف التي كانت تضرب الولاية منذ أغسطس 2024. وفي هنغتينغتون سُجلت رياح عاصفة بلغت سرعتها 70 ميل/س (110 كم/س)؛ وهي ثاني أعلى سرعة رياح سُجلت في تلك المحطة.
في ولاية إلينوي تسببت بقايا إعصار هيلين في هطول أمطار غزيرة ورياح قوية، مؤدية لسلسلة من الانقطاعات الكهربائية. وصلت الأمواج على بحيرة ميشيغان إلى ارتفاع 10 أقدام (3.0 م). وتجاوزت الأمطار الناجمة عن العاصفة في أجزاء من جنوب إلينوي 6 بوصة (150 مـم)، مُتسببة في ارتفاع مستوى المياه في نهر أوهايو بمقدار 15 قدم (4.6 م). وقد كانت المنطقة تعاني بسبب ظروف الجفاف الناجمة عن نقص الأمطار في وقت سابق من الشهر. وانقطع التيار الكهربائي عن حوالي 100 ألف عميل في إنديانا،  ووصلت سرعة الرياح العاتية إلى 68 ميل في الساعة (109 كم/ساعة). وبلغت ذروة هطول الأمطار في الولاية 4.89 بوصة (124 مـم) في جبل فيرنون، مع هطول 2.02 بوصة (51 مـم) من الأمطار في وسط مدينة إنديانابوليس؛ وحدثت أعلى معدلات هطول الأمطار في الأجزاء الجنوبية من الولاية. ولقي شخص واحد مصرعه بسبب سقوط شجرة بالقرب من غريفين.
انقطع التيار الكهربائي عن أكثر من 120 ألف عميل في أوهايو،. وتضررت ما يقدر بنحو 1000 أسرة في مقاطعة سسيوتو بسبب هطول أمطار غزيرة غير متوقعة، حيث هطلت 7 بوصات (180 ملم) من الأمطار في غضون ساعات قليلة. وقُدم نحو 400 تقرير عن الأضرار حتى تاريخ 30 سبتمبر 2024. وفي مدينة سينسيناتي بلغ إجمالي هطول الأمطار 2.05 بوصة (52 مـم). ووصلت سرعة الرياح العاتية في الولاية إلى 67 ميل/س (108 كم/س).
وفي ولاية ألاباما انقطع التيار الكهربائي عن أكثر من 3000 عميل. وشهدت مناطق معزولة في مقاطعتي جنيف وهيوستن هطول أمطار تتراوح بين 6–8 بوصة (150–200 مـم). ومع ذلك قلل التحول الأخير للإعصار نحو الشرق من التأثيرات في جميع أنحاء الولاية.

## ما بعد الإعصار

### جهود الإغاثة

كان إعصار "هيلين" واحدًا من أضخم الأعاصير التي ضربت ساحل الخليج الأمريكي. وعلى الرغم من أن الحجم الكبير لا يعني بالضرورة قوة الإعصار، حيث تقاس القوة وفقًا لسرعة الرياح المستمرة، إلا أنه قد يعني تعرض عدد أكبر من الأشخاص لمخاطر العاصفة.

في 28 سبتمبر 2024، أرسل منطقة الطاقة العامة في أوماها فرق المساعدة المتبادلة إلى ولاية فرجينيا الغربية للمساعدة في استعادة الكهرباء بعد إعصار هيلين، وهو الثالث لهم في كارثة في عام 2024. أرسلت ولاية كاليفورنيا 151 عضوًا من فرق البحث والإنقاذ إلى المناطق المتضررة. أرسلت وكالة إدارة الطوارئ الفيدرالية (FEMA) فرق البحث والإنقاذ والمياه المعبأة وأجهزة ستارلينك. بالإضافة إلى ذلك، ساهم مطارد العواصف من شرق كنتاكي بـ 30 جهاز ستارلنك لضحايا العاصفة في غرب كارولينا الشمالية. صرحت شركة سبيس إكس أنها تبرعت بحوالي 500 جهاز من خلال قنوات مختلفة. بدأت منظمات غير ربحية مثل الصليب الأحمر الأمريكي وجيش الخلاص، من بين منظمات أخرى، في نشر فرق خدمات الطوارئ في العديد من المناطق المتضررة. تم نشر وحدة من الكتيبة الأولى من فوج الطيران 169، جزء من الحرس الوطني لجيش كونيتيكت، إلى ولاية كارولينا الشمالية للمساعدة في جهود الإغاثة من الكوارث.
اُستخدمت البغال المحملة للوصول إلى المناطق التي لا يمكن الوصول إليها بوسائل أخرى في كارولينا الشمالية. ساعدت عملية "اير دروب" وفريق الاستجابة الطارئة في كارولينا في نشر طيارين متطوعين من القطاع الخاص للمروحيات للمساعدة في جهود الإنقاذ.
اعتبارًا من الأول من أكتوبر أفاد البيت الأبيض عبر بيان صحفي أن الوكالة الفيدرالية لإدارة الطوارئ وزعت 6.5 مليون لتر من المياه و7.1 مليون وجبة. أعلنت مؤسسة المطبخ المركزي العالمي أنها ستنشر شاحنات طعام إلى المناطق المتضررة من الإعصار، مما يوفر أكثر من 64 ألف وجبة في عدة ولايات متأثرة. فيما سيوزع مالك مطعم "ميلو مشروم" المحلي بيتزا مجانية بقيمة 5000 دولار على سكان آشفيل. في 9 أكتوبر أحضرت "أنات سلطان-دادون" إمدادات طارئة إلى مجتمع نورث أوغستا في ولاية كارولينا الجنوبية. كما نسقت وكالة "سمارت إيد" الدولية غير الربحية مع المجتمعات في كارولينا الشمالية وفلوريدا لتوفير الكهرباء المحدودة وأنظمة الاتصالات في المناطق المتضررة من إعصار هيلين.
في الأول من أكتوبر أعلن حاكم ولاية فرجينيا الغربية جيم جاستيس حالة الطوارئ في مقاطعة ميرسر، مما سمح لقسم إدارة الطوارئ في ولاية فرجينيا الغربية بتنفيذ خطة العمليات الطارئة، مما يتيح تعبئة سريعة للأفراد والموارد والخدمات الطارئة الأساسية. وقال جاستيس عن إعلان الطوارئ إنه "سيسمح لنا بتسريع الاستجابة على الأرض وربما الحصول على المساعدة الفيدرالية بينما نمضي قدمًا في جهود التعافي".
قدم الدوري الوطني لكرة القدم الأمريكية بالتعاون مع أتلانتا فالكونز وكارولينا بانثرز وهيوستن تكسنس وتامبا باي بوكانيرز عبر "مؤسسة إن إف إل" تبرعاً بقيمة 8 مليون دولار لجهود الإغاثة. كما تبرع لاعبو الوسط لفريق تامبا باي بوكانيرز وهم بيكر مايفيلد، وأتلانتا فالكونز، وكيرك كوزينز، بمبلغ 50 ألف دولار لكل منهما. تبرع دوري كرة القاعدة الرئيسي نيويورك يانكيز بمبلغ 1.25 مليون دولار لجهود الإغاثة التابعة للصليب الأحمر الأمريكي عبر مؤسسة نيويورك يانكيز. تعهد فريق "تامبا باي" وفريقهم في "بطولة يو إس إل" تامبا باي رايز بتقديم مليون دولار لجهود الإغاثة المحلية. تبرع فريق دوري الهوكي الوطني كارولينا هوريكانز بإيرادات تذاكر مباراتهم ضد ناشفيل بريداتورز في الثاني من أكتوبر بإجمالي 235 ألف دولار.
بالإضافة إلى إيرادات التذاكر المتبرع بها، أقام الفريق مزادًا لبيع السلع ولقاءً مع اللاعبين لجمع أكثر من 300 ألف دولار لجهود الإغاثة، بينما تبرع فريق تامبا باي لايتنينج بمبلغ 3 مليون دولار بالتعاون مع شركة فيرمان موتور كار إنك. التزم فريق الرابطة الوطنية لكرة السلة، شارلوت هورنتس بمبلغ مليون دولار للصليب الأحمر الأمريكي وبنك الطعام الثاني للحصاد في ميتروينا. أعلنت دوللي بارتون أنها ستتبرع بمبلغ 2 مليون دولار لجهود الإغاثة، مليون دولار شخصيًا ومليون آخر من خلال أعمالها المختلفة ومؤسسة دوليوود. تبرعت تايلور سويفت بمبلغ 5 مليون دولار لجهود الإغاثة التابعة لمنظمة "تغذية أمريكا" لإعصار هيلين وإعصار ميلتون، الذي ضرب فلوريدا بعد أقل من أسبوعين من هيلين.
زادت حركة الطيران بشكل كبير فوق منطقة الكارثة بسبب جهود الإغاثة، حيث زادت حركة الطيران بنسبة 300% تقريبًا فوق غرب ولاية كارولينا الشمالية وحدها. أصدرت إدارة الطيران الفيدرالية وقسم الطيران التابع لوزارة النقل في ولاية كارولينا الشمالية تحذيرات وقيودًا لمنع وقوع حوادث جوية، مثل إصدار قيود طيران مؤقتة للطائرات بدون طيار، وتنفيذ خطوط طلب الإذن المسبق، وإنشاء مناطق تنسيق المجال الجوي المؤقتة، وإنشاء مسارات طيران قياسية لطائرات الجيش، ونشر أبراج مراقبة حركة الطيران المؤقتة. جاءت هذه القيود في أعقاب تقرير عن حوالي 30 حالة تقارب جوي في الأجواء فوق ولاية كارولينا الشمالية خلال يوم 28 سبتمبر وحده، وحادثتين على الأقل لطائرات خاصة حاولت إيصال الإمدادات، بما في ذلك طائرة تعطل هبوطها قبل الهبوط في مطار هيكوري الإقليمي، مما تسبب في إغلاق مؤقت للمدرج، وطائرة أخرى اشتعلت فيها النيران.
في الرابع من أكتوبر ادعى إيلون ماسك في منشور على منصة إكس أن وكالة إدارة الطوارئ الفيدرالية (FEMA) لم تسمح لموظفي سبيس إكس بتوصيل أجهزة ستارلينك إلى المناطق المتضررة من إعصار هيلين وأن المجال الجوي قد تم إغلاقه. بعد حوالي ساعة رفض وزير النقلبيت بوتجيج على ماسك على المنصة ذاتها ادعاءاته قائلاً إن "إدارة الطيران الفيدرالية لا تمنع رحلات الإنقاذ والانتعاش الشرعية" وعرض مناقشة أي قضايا محتملة عبر الهاتف. ثم نشر ماسك لاحقًا على وسائل التواصل الاجتماعي أنه تحدث مع بوتيجيج وشكره على التحدث معه، وعلق لاحقًا أن بوتيجيج قد حل المشكلة.
أصدر حاكم ولاية فلوريدا رون دي سانتيس أمرًا تنفيذيًا في 5 أكتوبر يتطلب من مواقع إدارة الحطام ومدافن النفايات الموجودة في جميع المقاطعات المتضررة من إعصار هيلين أن تبقى مفتوحة على مدار الساعة طوال أيام الأسبوع وذلك للمساعدة في تسريع إزالة الحطام استعدادًا لوصول إعصار ميلتون إلى الولاية. كما زاد الأمر عدد جنود الحرس الوطني في فلوريدا الذين يعملون على إزالة الحطام من 800 إلى 4000 جندي في محاولة لمنع الحطام من أن يصبح خطرًا قبل وصول ميلتون المتوقع.
أحدث إعصار ميلتون 16 بوصة (410 مـم) من الأمطار في مقاطعة هيلزبورغ،  بعد وصوله إلى اليابسة جنوب منطقة تامبا باي، بالقرب من سييستا كي، كإعصار من الفئة الثالثة في 9 أكتوبر. تسببت الفيضانات والأضرار الإضافية في تأثير سلبي على جهود تنظيف آثار إعصار هيلين في المنطقة. استجابةً لذلك وسعت المنظمات غير الربحية في منطقة خليج تامبا أعمالها الإغاثية. كما وُفرت مساعدات فدرالية إضافية للولاية لدعم جهود التعافي في المناطق المتضررة.
بعد إعصار هيلين الذي تفاقم بسبب إعصار ميلتون، سجلت ولاية فلوريدا ارتفاعًا في حالات الإصابة ببكتيريا الضمة المسببة للجروح [الإنجليزية]
 (Vibrio vulnificus)، وهي بكتيريا آكلة للحوم تُفضل المياه الدافئة وتنتشر في مياه الأمطار الغزيرة. قبل الإعصار تم الإبلاغ عن 6 حالات في سبتمبر؛ وبحلول نهاية الشهر ارتفع العدد إلى 24 حالة. وفي 18 أكتوبر كان هناك 38 حالة مؤكدة في الولاية، وهو ما يعادل العدد الإجمالي للحالات في عام 2024 قبل الأعاصير.

### الاستجابة السياسية
تعرض الرئيس بايدن لانتقادات من المرشح الجمهوري للرئاسة دونالد ترامب وسياسيين جمهوريين آخرين لزيارته شاطئ ريهوبوث في ديلاوير خلال عطلة نهاية الأسبوع بدلاً من التواجد في البيت الأبيض لقيادة الاستجابة الفيدرالية للكوارث. نفى بايدن الادعاءات بأنه لم يكن يساعد في قيادة الاستجابة الفيدرالية للكوارث وأكد أنه كان يقوم بذلك عبر الهاتف. كما ذكر بايدن أنه قد يضطر إلى طلب من الكونغرس العودة إلى واشنطن العاصمة لتمرير تمويل إضافي لاستجابة الحكومة الفيدرالية للكوارث. وعد بايدن بزيارة مركز العمليات الطارئة في رالي في 2 أكتوبر قبل القيام بجولة جوية في آشفيل وزيارة جورجيا وفلوريدا "في أقرب وقت ممكن بعد ذلك". كما وعدت نائبة الرئيس ومرشحة الحزب الديمقراطي للرئاسة كامالا هاريس بأن تكون "على الأرض" في أقرب وقت ممكن دون تعطيل عمليات الاستجابة الطارئة. في 30 سبتمبر استقلت هاريس طائرة "إير فورس تو" متجهة إلى قاعدة أندروز المشتركة لزيارة مقر وكالة إدارة الطوارئ الفيدرالية في واشنطن العاصمة للحصول على إحاطة حول دعم جهود الاستجابة الطارئة والتعافي من آثار إعصار هيلين.
رداً على أسئلة الصحفيين حول العلاقة بين تغير المناخ وشدة الإعصار، قالت رئيسة وكالة إدارة الطوارئ الفيدرالية "ديان كريسويل" إن تغير المناخ جعل العاصفة أسوأ بشكل كبير. لاحقاً عندما سأل الصحفيون الرئيس بايدن عما إذا كان تغير المناخ هو السبب في الأضرار التي سببها الإعصار أجاب: "بالتأكيد، بشكل إيجابي، وبلا شك، نعم" وكرر كلمة "نعم" أربع مرات.
زار دونالد ترامب المرشح الجمهوري للرئاسة فالدوستا بولاية جورجيا في 30 سبتمبر، وقال أن الحكومة الحكومة الفيدرالية لا تستجيب لطلبات حاكم جورجيا الجمهوري براين كيمب للتواصل مع الرئيس جو بايدن. ورد بايدن بأن تصريحات ترامب "كاذبة"، موضحًا أنه تحدث مع كيمب. وصرح كيمب أن بايدن اتصل به في 29 سبتمبر وعرض عليه الدعم المباشر إذا تطلب الأمر. وأضاف كيمب أن وكالة "فيما" تعمل معه منذ قبل العاصفة بيوم أو يومين. كما ادعى ترامب دون تقديم أدلة على منصته الاجتماعية تروث سوشل أن الحكومة الفيدرالية وحاكم ولاية كارولينا الشمالية روي كوبر "يبذلون جهدًا لعدم مساعدة الناس في المناطق الجمهورية".
في الأول من أكتوبر، كتب أعضاء مجلس الشيوخ الأمريكي من ولايات كارولينا الشمالية، كارولينا الجنوبية، جورجيا، فلوريدا، تينيسي، وفرجينيا رسالة إلى قيادة مجلس الشيوخ يحثون فيها على اتخاذ إجراءات لمساعدة ولاياتهم، حتى لو كان ذلك يعني العودة مبكرًا من عطلة الخريف. ومع ذلك، في اليوم التالي، قال رئيس مجلس النوابمايك جونسون إن المشرعين لن يعودوا مبكرًا قائلاً: "لن يكون لدينا حتى الطلب جاهز قبل أن نعود في نوفمبر" بسبب عدم اليقين بشأن تكلفة الكارثة وأنه "لا توجد ضرورة" للعودة. قال وزير الأمن الداخليأليخاندرو مايوركاس إن جهود الإغاثة المكلفة ستستخدم معظم تمويل وكالة إدارة الطوارئ الفيدرالية (FEMA) للسنة وأن الوكالة ستكون غير مستعدة لكارثة كبيرة أخرى.
في نفس اليوم نشر نائب حاكم ولاية كارولينا الشمالية مارك روبنسون على "منصة إكس" مدعياً أن بايدن أخبر الصحفيين بأنه "لا توجد إمدادات أخرى" لسكان كارولينا الشمالية المتضررين من العاصفة. وعندما طُلب إثبات هذا التعليق، تم تقديم مقطع فيديو لبايدن في 29 سبتمبر يرد على سؤال حول أي إمدادات إضافية متاحة، حيث قال بايدن: "لا، لقد خططنا مسبقًا لكمية كبيرة من [الموارد]، على الرغم من أنهم لم يطلبوها بعد." 

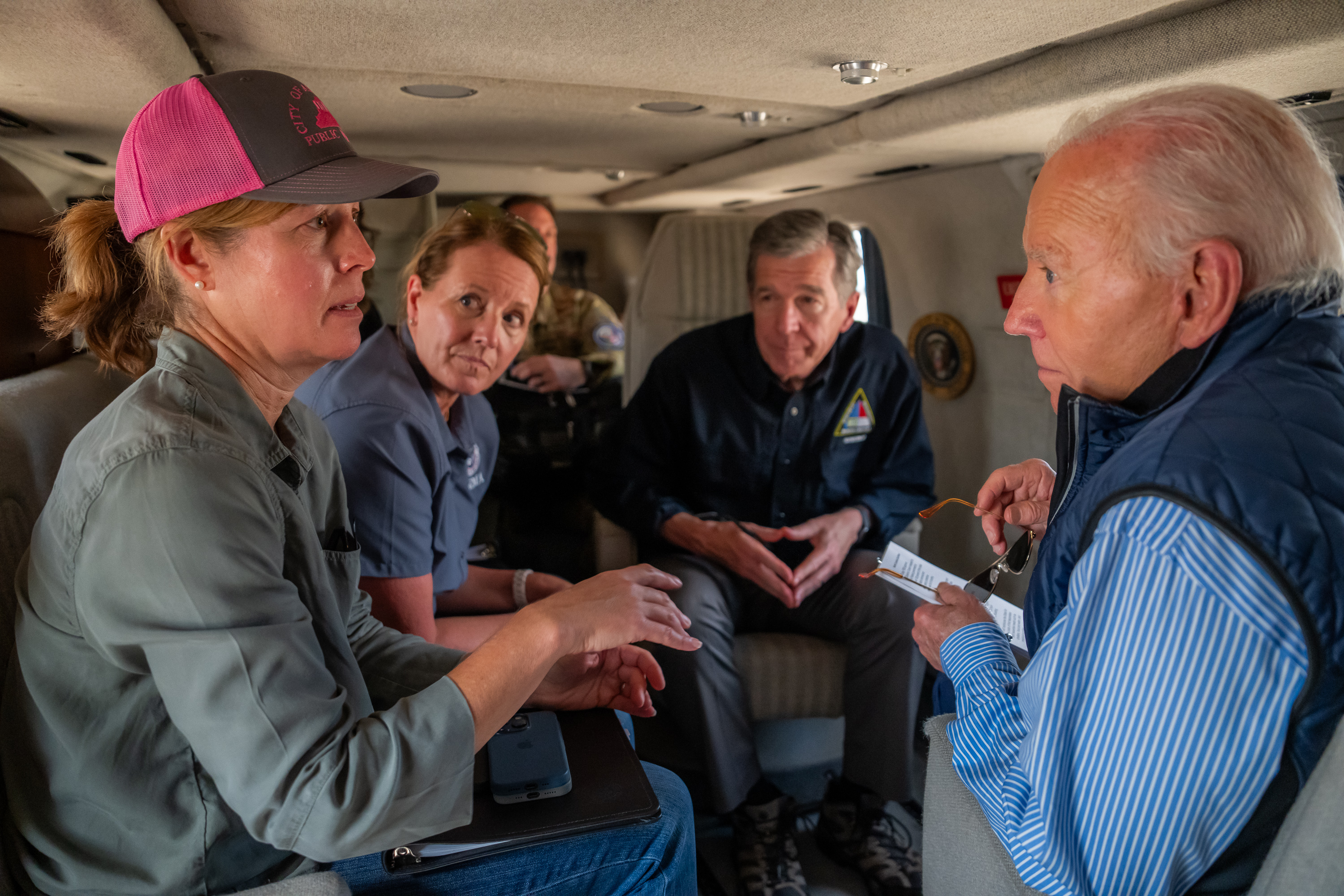
(من اليسار إلى اليمين) عمدة آشفيل إستر مانهايمر، ومديرة الوكالة الفيدرالية لإدارة الطوارئ ديان كريسويل، وحاكم ولاية كارولينا الشمالية روي كوبر، والرئيس جو بايدن يتحدثون خلال جولة جوية لمعاينة الأضرار التي تسبب بها إعصار هيلين على متن الطائرة مارين ون في 2 أكتوبر 2024.

في 2 أكتوبر، سافر الرئيس بايدن إلى مطار جرينفيل-سبارتنبورغ الدولي على متن طائرة "إير فورس وان" والتقى بمسؤولين من ولاية كارولينا الجنوبية مثل السيناتور ليندسي غراهام والحاكم هنري مكماستر لمناقشة الاستجابة الفيدرالية لإعصار هيلين في الولاية قبل أن يستقل الطائرة "مارين وان" ويسافر إلى ولاية كارولينا الشمالية للقيام بجولة جوية في آشفيل وبحيرة لور. انضم إلى بايدن حاكم ولاية كارولينا الشمالية روي كوبر، وعمدة آشفيل إستر مانهايمر، ومديرة الوكالة الفيدرالية لإدارة الطوارئ ديان كريسويل، ومستشارة الأمن الداخلي إليزابيث شيروود-راندال.
وفقًا لأليخاندرو مايوركاس فقد كانت الجولة من الجو باستخدام الطائرة "مارين وان" لتجنب عرقلة الاستجابة الطارئة على الأرض. كما أمر بايدن وزارة الدفاع بنشر ما يصل إلى 1000 جندي نشط للمساعدة في جهود الإغاثة. وبعد زيارة بايدن قال جراهام في مؤتمر صحفي إن بايدن بحاجة إلى التدخل في إضراب الميناء لأنه قد يعرض جهود الإغاثة في كارولينا للخطر. وقال مكماستر إنه وجراهام اقترحا أيضًا على بايدن خلال زيارته أن يتدخل في الإضراب. زارت نائبة الرئيس كامالا هاريس مدينة أوغوستا في جورجيا وتحدثت مع سكان المدينة المتضررين من إعصار هيلين. والتقت بسكان أوغوستا ووزعت الإمدادات وتحدثت عن جهود الإغاثة الجارية وشكرت المسؤولين المحليين والولائيين مثل عمدة أوغوستا جارنيت جونسون. كما زارت هاريس مركز إغاثة الصليب الأحمر حيث تلقت إحاطة من المسؤولين المحليين حول الوضع.
في 3 أكتوبر سافر الرئيس بايدن إلى مطار تالاهاسي الدولي على متن طائرة "إير فورس وان" حيث قام بجولة جوية أخرى على متن الطائرة "مارين وان" للمناطق المتضررة أثناء توجهه إلى بيري. ومن بيري سافر بايدن عبر موكب سيارات إلى شاطئ كيتون حيث انضم إليه السيناتور ريك سكوت ومسؤولون محليون آخرون. وتحدث بايدن إلى زوجين دمر منزلهما بسبب العاصفة وناقش تأثيرات العاصفة مع مسؤولي إدارة الطوارئ المحلية قبل العودة إلى بيري ثم سافر إلى قاعدة مودي الجوية في جورجيا.
من قاعدة مودي الجوية سافر بايدن إلى مزرعة شيلوه بيكان جنوب غرب مدينة راي حيث قال إنه حان الوقت لتجاوز "التحزب الشديد" لمساعدة الناس في الحصول على الإغاثة. رافق وزير الزراعةتوم فيلساك بايدن في المزرعة وتحدث عن البرامج الفيدرالية لمساعدة المزارعين على التعافي. أيضًا في 3 أكتوبر، نشرت النائبة مارجوري تايلور جرين خريطة على الإنترنت تظهر العديد من المناطق المائلة للجمهوريين المتضررة من إعصار هيلين، مشيرة إلى أن "دمار الإعصار يمكن أن يؤثر على الانتخابات"، ثم قالت بشكل منفصل: "نعم يمكنهم التحكم في الطقس ... من السخيف أن يكذب أي شخص ويقول إنه لا يمكن القيام بذلك"؛ لم يتم تأكيد المعنى الدقيق لهذا البيان.
في 3 أكتوبر، اتهم ترامب إدارة بايدن بإنفاق أموال الوكالة الفيدرالية لإدارة الطوارئ المخصصة للإغاثة من الكوارث على "المهاجرين غير الشرعيين"، مدعياً أنهم "سرقوا أموال الوكالة كما لو أنهم سرقوها من بنك". كرر ترامب هذه الاتهامات في اليوم التالي، والتي وصفتها إدارة بايدن بأنها "سم". أكدت الوكالة الفيدرالية لإدارة الطوارئ أن لديها أموالاً منفصلة معتمدة من الكونغرس للإغاثة من الكوارث وللمهاجرين (برنامج المأوى والخدمات).
في 7 أكتوبر، أفادت شبكة إن بي سي نيوز أن حاكم فلوريدا رون ديسانتيس رفض تلقي مكالمات نائبة الرئيس كامالا هاريس بشأن التعافي من العاصفة، وفقًا لمساعد زعم أن ديسانتيس كان يتجنب التحدث إلى هاريس لأن المكالمات "بدت سياسية". في مؤتمر صحفي في وقت لاحق من ذلك اليوم، نفى ديسانتيس التقرير قائلاً إنه لم يكن يعلم أن هاريس قد اتصلت وقال إنه لم يكن هو من قال إن الأمر سياسي. عندما سُئلت هاريس عن التقرير، لم تنكر ذلك وبدون ذكر ديسانتيس مباشرة اتهمت حاكم فلوريدا "بلعب الألعاب السياسية" في لحظة أزمة وأنه كان "غير مسؤول تمامًا". ظهر ديسانتيس لاحقًا على قناة فوكس نيوز حيث قال إن هاريس "ليس لها دور" في جهود التعافي وقال إنها كانت "الأولى التي تحاول تسييس العاصفة" وأنها فعلت ذلك بسبب حملتها للرئاسة.